# MV Agusta „Reparto corse“

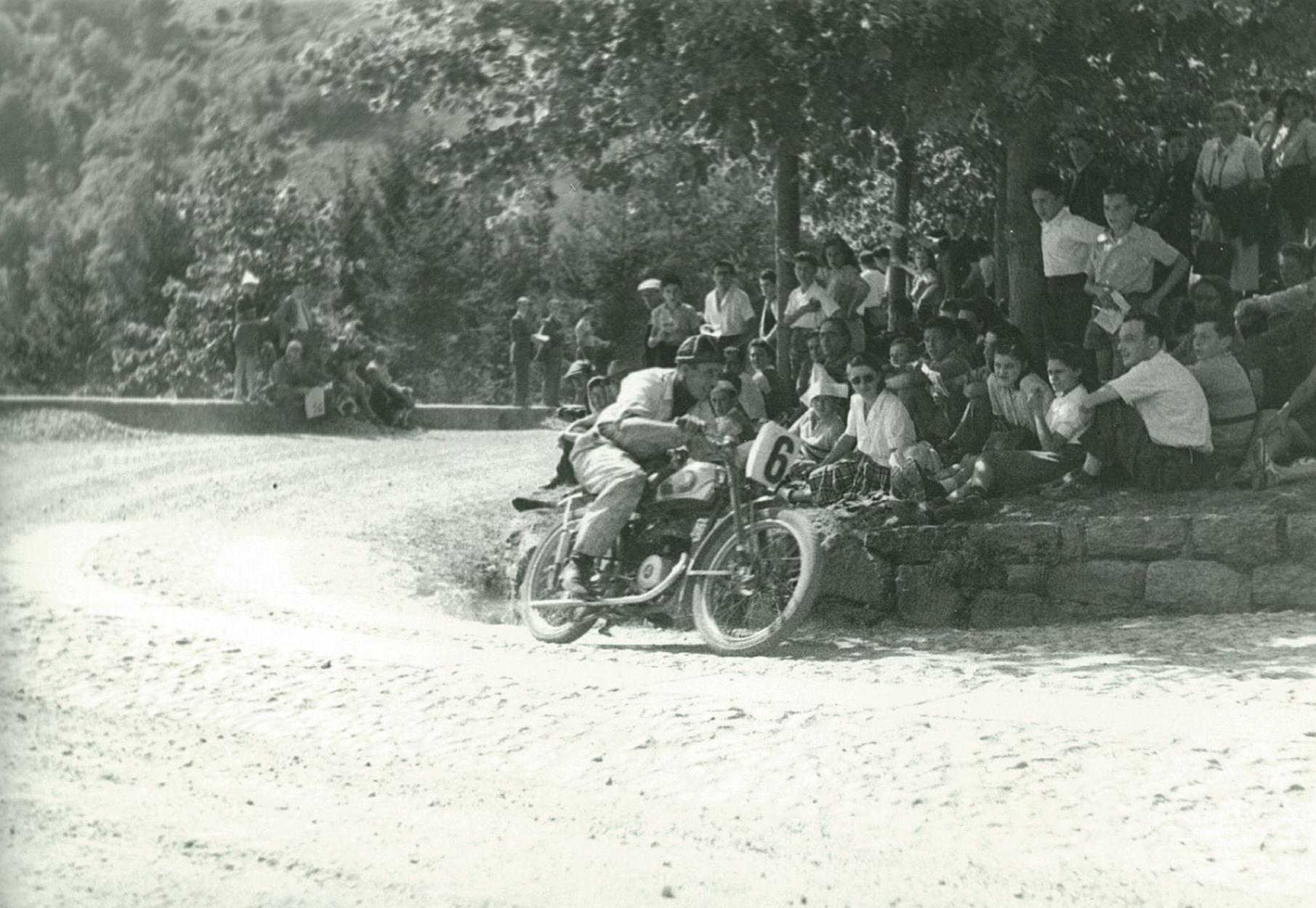
Eine MV Agusta 98 corsa (1946)

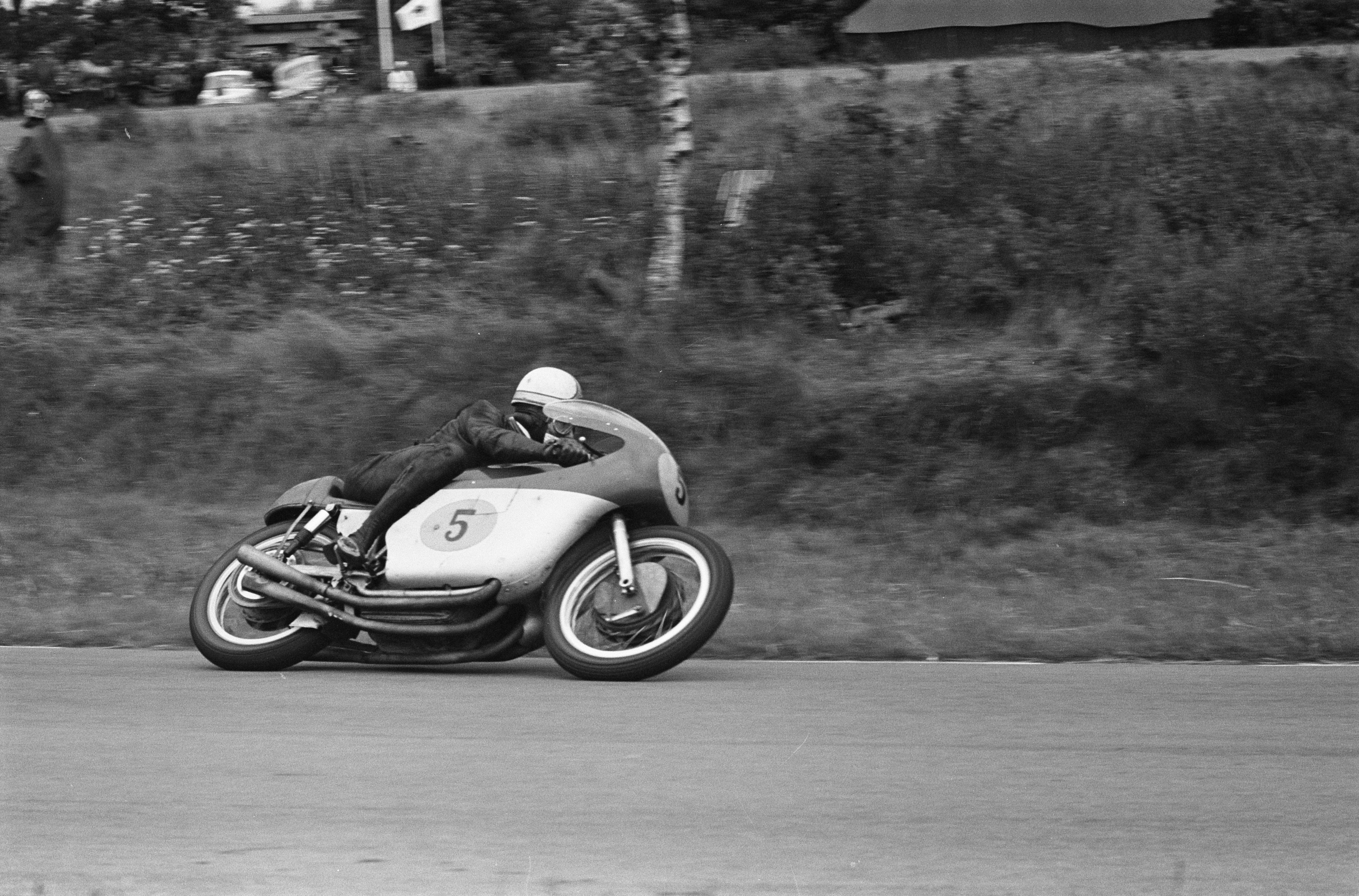
Mike Hailwood auf MV Agusta (1962)

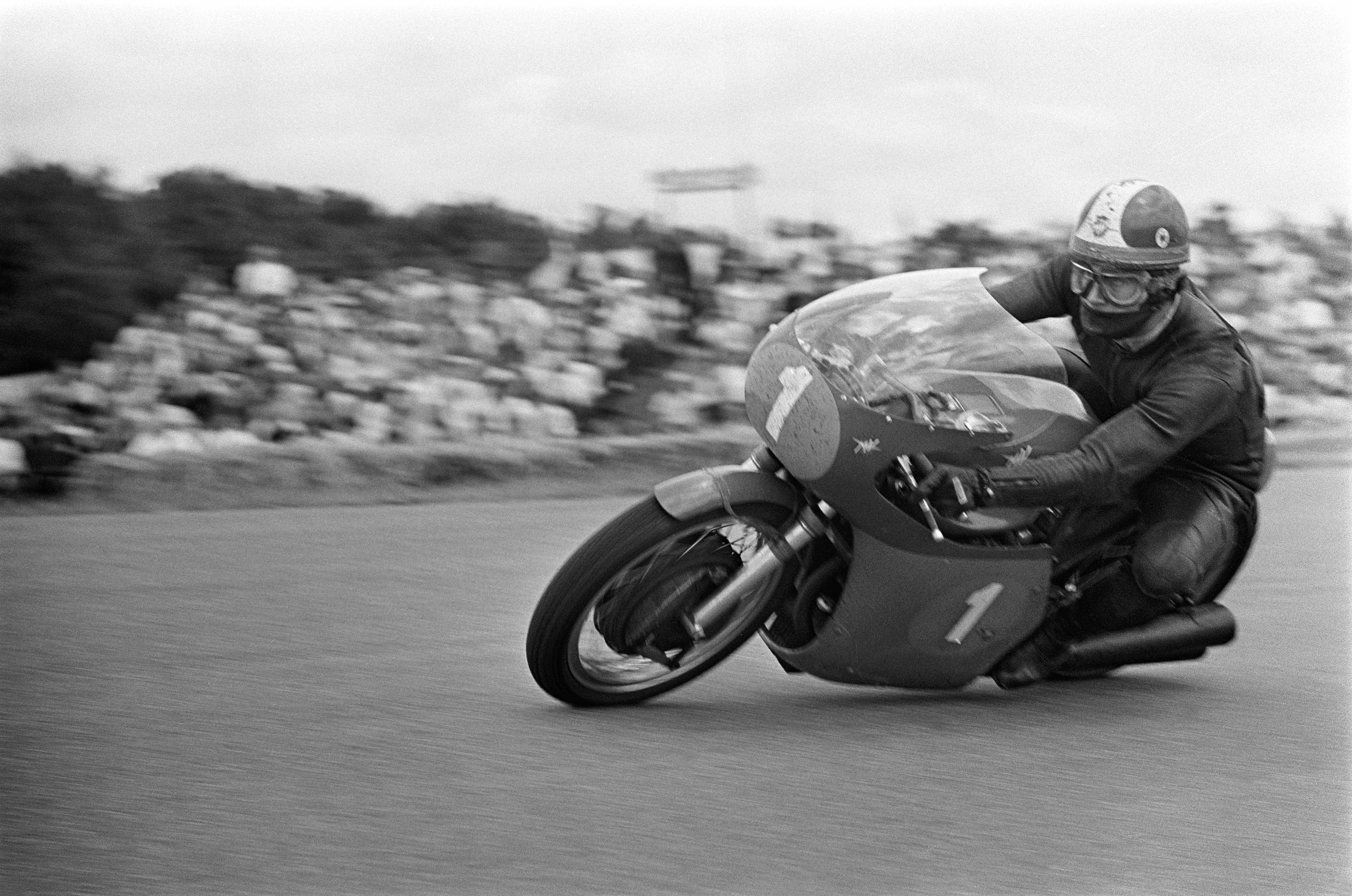
Giacomo Agostini (1968)

MV Agusta „Reparto corse“ ist das Werksteam des italienischen Fahrzeugbauers MV Agusta. Bei Rennen trat das Team anfangs schlicht als MV Agusta an, wurde aber (vor allem in der Presse) oft als „MV Agusta reparto corse“ (auf Deutsch: „MV Agusta Rennabteilung“) oder kurz „MV Corse“ (vom ital. „Rennen / Läufe“) bezeichnet, auch um es von den zahlreichen Privatfahrern, zum Beispiel in der italienischen Meisterschaft zu unterscheiden, die ebenfalls auf MV-Maschinen starteten. Seit 2021 tritt ein Nachfolgeteam erneut unter dem Namen MV Agusta Reparto Corse an.

## Geschichte
Der italienische Flugzeughersteller Agusta hatte bereits nach dem Tod seines Gründers Graf Giovanni Agusta im Jahr 1927 mit der Herstellung von Motorrädern begonnen. Nach dem Zweiten Weltkrieg wurde die Motorradproduktion 1945 als eigenständiges Unternehmen von seinem Sohn Domenico Agusta in Samarate unter dem Namen Meccanica Verghera Agusta (etwa „Vergheraer mechanischer Betrieb Agusta“ – Verghera ist ein Ortsteil von Samarate) gegründet.
Domenico Agusta hatte schon immer eine große Leidenschaft für den Motorradrennsport und forcierte diese Entwicklung auch bei MV.
Unter der direkten Leitung von Agusta entwickelte das Unternehmen Wettbewerbsmotorräder, die Rennen und Meisterschaften gewannen. Domenico arbeitete oft zusammen mit seinen Mechanikern und Ingenieuren an den Rennmotorrädern. Der Name MV Agusta wurde 1948 populär, als Franco Bertoni in der 125-cm³-Klasse beim Großen Preis von Italien („Il Gran Premio delle Nazioni“) gewann. MV Agusta übernahm zu dieser Zeit den kommerziellen Slogan „Racing experience at the service of mass production“, sinngemäß etwa „Rennsporterfahrung im Dienste der Serienproduktion“. Agusta schlug hier einen ähnlichen Weg ein wie Enzo Ferrari, der die Erfolge auf der Strecke eng mit der Vermarktung der Modelle für die Straße verknüpfte und die Verkaufserlöse dieser Fahrzeuge wiederum in die Entwicklung der Rennmaschinen steckte.
Zum Ende der Saison 1957 verursachte der unter seiner italienischen Bezeichnung Patto di astensione bekanntgewordene Rückzug der italienischen Motorradhersteller Moto Guzzi, Gilera und F.B Mondial – beziehungsweise ihrer Werksrennställe – aus der Motorrad-Weltmeisterschaft eine beinahe erdrückende Dominanz von MV Agusta, die ab 1958 mehrere Jahre lang in allen Klassen (außer bei den Gespannen) sowohl den Fahrer-, als auch den Konstrukteurstitel holten.
Mitte bis Ende der 1970er Jahre bereitete die Strategie der „massiven Ausrichtung auf den Rennsport“ zunehmend Schwierigkeiten, und MV Agusta musste, nachdem zuerst das Werksteam aufgelöst worden war, auch die Produktion 1980 endgültig einstellen.
Insgesamt konnte MV Agusta 38 Fahrer- und 37 Konstrukteurs-Weltmeistertitel in der Motorrad-Weltmeisterschaft einfahren und dominierte fast 20 Jahre lang erst die kleinen und später vor allem die großen Hubraumklassen.
Auf die hier ungezählten Erfolge in der italienischen Meisterschaft und die zahlreichen Siege in nationalen Rennen wird in diesem Artikel nur am Rande Bezug genommen (weitere Informationen in den jeweiligen Fahrer- oder Motorradartikeln).

## Gegenwart
Nach dem Neubeginn im Jahr 1992 wurde zuerst kein eigenes Werksteam aufgebaut.
Giovanni Castiglioni, Vorstandsvorsitzender und Präsident von MV Agusta, unterzeichnete für die Saison 2014 mit Alexander Yakhnich, Chef von Yakhnich Motorsport, eine Vereinbarung zur Gründung einer neuen MV Agusta Reparto Corse. Das Team wurde von Yakhnich Motorsport betrieben und nahm an der Supersport- bzw. Superbike-Weltmeisterschaft teil. Im Juni 2014 unterzeichneten Castiglioni und Yakhnich eine Vereinbarung, die vorsah, dass MV Agusta den gesamten Betrieb des Rennstalls übernimmt.
MV Agusta Reparto Corse schloss sich Ende 2017 mit dem Team Vamag zusammen, um sich auf die Supersport-Weltmeisterschaft 2018 vorzubereiten. Das Team war in dieser Saison als MV Agusta Reparto Corse von Vamag bekannt. MV Agusta Reparto Corse tritt in der Supersport-Weltmeisterschaft mit den Fahrern Marcel Schrötter und Bahattin Sofuoğlu an.

## Fahrer (1948–1976)
| Jahr                            | Fahrer             | Daten                 | Nation | Erfolge mit MV Agusta                                 | Erfolge mit MV Agusta | Anmerkungen |
| ------------------------------- | ------------------ | --------------------- | ------ | ----------------------------------------------------- | --- | --- |
| 1948–1951                       | Franco Bertoni     | –                     | ITA    | 1948                                                  | nationale Siege in Varese, Cremona, Vigevano, Sondrio, Pisa. Sieg beim Großen Preis der Nationen in Faenza. Zahlreiche Siege in der Roller-Kategorie | Erster „Werksfahrer“ bei MV Agusta mit der 98er und 125er MV. |
| 1948–1951                       | Franco Bertoni     | –                     | ITA    | 1950                                                  | italienischer Meister in der Klasse 125 Sport | Erster „Werksfahrer“ bei MV Agusta mit der 98er und 125er MV. |
| 1948–1951                       | Franco Bertoni     | –                     | ITA    | 1951                                                  | zahlreiche nat. Siege | Erster „Werksfahrer“ bei MV Agusta mit der 98er und 125er MV. |
| 1950–1951                       | Renato Magi        | 1913–17.04.1951       | ITA    | 1950                                                  | Kam 1950 zu MV Agusta und erzielte zahlreiche nat. Siege | 1951 verunglückte er beim Rekordversuch auf einer 125er MV Agusta in Terracina und starb kurz darauf im Krankenhaus. |
| 1950–1951                       | Arciso Artesiani   | 22.01.1922–16. 3.2005 | ITA    | 1950                                                  | 3. Platz in Monza / 8. Gesamtwertung (500er) | Außerdem gewann er 1951 auf MV Agusta 500 Quattro R19 die 500-cm-Klasse des prestigeträchtigen Straßenrennens Milano–Taranto |
| 1950–1951                       | Arciso Artesiani   | 22.01.1922–16. 3.2005 | ITA    | 1951                                                  | 3. Platz in Spanien / 13. Gesamtwertung (500er) | Außerdem gewann er 1951 auf MV Agusta 500 Quattro R19 die 500-cm-Klasse des prestigeträchtigen Straßenrennens Milano–Taranto |
| 1951–1953                       | Leslie Graham      | 14.09.1911–12.06.1953 | GBR    | 1951                                                  | zahlreiche nat. Siege und ein 3. Platz im WM-Rennen in Assen (125er) | 1949 Sieger der ersten Motorrad-Weltmeisterschaft auf AJS 500 „Porcupine“ (Stachelschwein). Zahlreiche Siege in der Roller-Kategorie. Verunglückte 1953 im 500er Rennen der TT tödlich.                                                                     |
| 1951–1953                       | Leslie Graham      | 14.09.1911–12.06.1953 | GBR    | 1952                                                  | erste Erfolge auf der 500er MV Quattro Cardano (2 Siege, 1 Zweiter, 3 SR) Vizeweltmeister auf MV Agusta (500er) | 1949 Sieger der ersten Motorrad-Weltmeisterschaft auf AJS 500 „Porcupine“ (Stachelschwein). Zahlreiche Siege in der Roller-Kategorie. Verunglückte 1953 im 500er Rennen der TT tödlich.                                                                     |
| 1951–1953                       | Leslie Graham      | 14.09.1911–12.06.1953 | GBR    | 1953                                                  | Siege in der 125er Klasse (WM-Gesamtwertung 5. / posthum) | 1949 Sieger der ersten Motorrad-Weltmeisterschaft auf AJS 500 „Porcupine“ (Stachelschwein). Zahlreiche Siege in der Roller-Kategorie. Verunglückte 1953 im 500er Rennen der TT tödlich.                                                                     |
| 1951–1959                       | Carlo Bandirola    | 25.09.1915–21.09.1981 | ITA    | 1958                                                  | italienischer Meister auf einer 500er MV Vierzylinder. | In den 8 Jahren bei MV Agusta erzielte er mit der Vierzylinder MV zwei 2. Plätze und zahlreiche 3. Plätze. |
| 1952–1954                       | Cecil Sandford     | 21.02.1928            | GBR    | 1952                                                  | Weltmeister auf der 125er MV Agusta | |
| 1952–1954                       | Cecil Sandford     | 21.02.1928            | GBR    | 1953                                                  | Vizeweltmeister auf der 125er MV Agusta ein Start auf der 500er Vierzylinder MV Agusta, wobei er auf Platz 5 kam | |
| 1952 u. 1955                    | Bill Lomas         | 08.03.1928–14.08.2007 | GBR    | 1952                                                  | 2. in der 125er Klasse mit einer MV Agusta beim Ulster-GP 3. mit der 500er Vierzylinder MV Agusta beim Ulster-GP | Ging 1953 zu Moto Guzzi, MV Agusta engagierte ihn 1955 für die Tourist Trophy. |
| 1952 u. 1955                    | Bill Lomas         | 08.03.1928–14.08.2007 | GBR    | 1955                                                  | 4. mit einer 125er MV Agusta bei der Tourist Trophy Sieg mit einer 250er MV Agusta bei der Tourist Trophy | Ging 1953 zu Moto Guzzi, MV Agusta engagierte ihn 1955 für die Tourist Trophy. |
| 1952–1955                       | Angelo Copeta      | 24.04.1919–…          | ITA    | 1952                                                  | gute Platzierungen im Weltmeisterschafts-Klassement 4. auf der Solitude mit einer 125er MV Agusta Bialbero 5. in Assen mit einer 125er MV Agusta 5. bei der Tourist Trophy mit einer 125er MV Agusta | |
| 1952–1955                       | Angelo Copeta      | 24.04.1919–…          | ITA    | 1953                                                  | Sieg in Barcelona mit einer 125er MV Agusta 4. bei der Tourist Trophy mit einer 125er MV Agusta 4. auf der Solitude mit einer 125er MV Agusta 4. in Monza mit einer 125er MV Agusta | |
| 1952–1955                       | Angelo Copeta      | 24.04.1919–…          | ITA    | 1954                                                  | Italienischer Meister | |
| 1952–1955                       | Angelo Copeta      | 24.04.1919–…          | ITA    | 1955                                                  | 3. beim Weltmeisterschaftslauf in Monza 5. beim Weltmeisterschaftslauf in Barcelona 5. beim Weltmeisterschaftslauf in Reims | |
| 1953–1955 (1956–1961)           | Nello Pagani       | 11.10.1911–20.10.2003 | ITA    |                                                       | Sieg in Castelfusano mit einer MV Agusta | Vater von Alberto Pagani. Fuhr von 1953 bis 1955 für MV Agusta und war bis Ende 1960 Rennleiter bei MV Agusta. |
| 1953–1955 (1956–1961)           | Nello Pagani       | 11.10.1911–20.10.2003 | ITA    | Sieg in Monza mit der 500er MV Agusta Quattro Cardano | | Vater von Alberto Pagani. Fuhr von 1953 bis 1955 für MV Agusta und war bis Ende 1960 Rennleiter bei MV Agusta. |
| 1953–1955 (1956–1961)           | Nello Pagani       | 11.10.1911–20.10.2003 | ITA    | 2. in Senigallia mit einer MV Agusta                  | | Vater von Alberto Pagani. Fuhr von 1953 bis 1955 für MV Agusta und war bis Ende 1960 Rennleiter bei MV Agusta. |
| 1953–1955 (1956–1961)           | Nello Pagani       | 11.10.1911–20.10.2003 | ITA    | 3. in Hockenheim mit einer MV Agusta                  | | Vater von Alberto Pagani. Fuhr von 1953 bis 1955 für MV Agusta und war bis Ende 1960 Rennleiter bei MV Agusta. |
| 1953–1955 (1956–1961)           | Nello Pagani       | 11.10.1911–20.10.2003 | ITA    | 4. in Neapel mit einer MV Agusta                      | | Vater von Alberto Pagani. Fuhr von 1953 bis 1955 für MV Agusta und war bis Ende 1960 Rennleiter bei MV Agusta. |
| 1953–1955 (1956–1961)           | Nello Pagani       | 11.10.1911–20.10.2003 | ITA    | 4. in Ospedaletti mit einer MV Agusta                 | | Vater von Alberto Pagani. Fuhr von 1953 bis 1955 für MV Agusta und war bis Ende 1960 Rennleiter bei MV Agusta. |
| 1953–1955 (1956–1961)           | Nello Pagani       | 11.10.1911–20.10.2003 | ITA    | 5. in Barcelona mit einer MV Agusta                   | | Vater von Alberto Pagani. Fuhr von 1953 bis 1955 für MV Agusta und war bis Ende 1960 Rennleiter bei MV Agusta. |
| 1953–1960                       | Carlo Ubbiali      | 22.09.1929–02.06.2020 | ITA    | 1955                                                  | 125-cm³-Weltmeister auf MV Agusta Tourist Trophy Sieg Lightweight 125 (125 cm³) | |
| 1953–1960                       | Carlo Ubbiali      | 22.09.1929–02.06.2020 | ITA    | 1956                                                  | 125-cm³-Weltmeister auf MV Agusta 250-cm³-Weltmeister auf MV Agusta Tourist Trophy Sieg Lightweight 125 (125 cm³) Tourist Trophy Sieg Lightweight 250 (250 cm³) Italienischer 125-cm³-Meister auf MV Agusta Italienischer 250-cm³-Meister auf MV Agusta | |
| 1953–1960                       | Carlo Ubbiali      | 22.09.1929–02.06.2020 | ITA    | 1958                                                  | 125-cm³-Weltmeister auf MV Agusta Tourist Trophy Sieg Ultra Lightweight (125 cm³) | |
| 1953–1960                       | Carlo Ubbiali      | 22.09.1929–02.06.2020 | ITA    | 1959                                                  | 125-cm³-Weltmeister auf MV Agusta 250-cm³-Weltmeister auf MV Agusta Italienischer 125-cm³-Meister auf MV Agusta | |
| 1953–1960                       | Carlo Ubbiali      | 22.09.1929–02.06.2020 | ITA    | 1960                                                  | 125-cm³-Weltmeister auf MV Agusta 250-cm³-Weltmeister auf MV Agusta Italienischer 125-cm³-Meister auf MV Agusta Italienischer 250-cm³-Meister auf MV Agusta Tourist Trophy Sieg Ultra Lightweight (125 cm³) | |
| 1954–1957                       | Roberto Colombo    | 05.01.1927–06.07.1957 | ITA    | 1954                                                  | 2. Platz in Barcelona auf einer 125er MV Agusta | Beim Trainingslauf zum 4. WM-Lauf von Belgien in Francorchamps verunglückt er 1957 tödlich. |
| 1954–1957                       | Roberto Colombo    | 05.01.1927–06.07.1957 | ITA    | 1956                                                  | 2. Platz bei der Tourist Trophy mit einer 250er MV Agusta | Beim Trainingslauf zum 4. WM-Lauf von Belgien in Francorchamps verunglückt er 1957 tödlich. |
| 1954–1957                       | Roberto Colombo    | 05.01.1927–06.07.1957 | ITA    | 1957                                                  | 3. Platz mit einer 125er MV Agusta in Hockenheim 2. Platz mit einer 250er MV Agusta in Hockenheim 6. Platz bei der Tourist Trophy mit einer 125er MV Agusta 3. Platz bei der Tourist Trophy mit einer 250er MV Agusta 2. Platz in Assen | Beim Trainingslauf zum 4. WM-Lauf von Belgien in Francorchamps verunglückt er 1957 tödlich. |
| 1954–1957                       | Fortunato Libanori | 14.06.1934–11.07.2006 | ITA    | 1956                                                  | zahlreiche 4. Plätze | 1954 begann er mit MV Agusta seine Rennfahrer-Laufbahn. Mit der 125er und 175er MV Agusta Monoalbero bestritt er zahlreiche Weltmeisterschaftsläufe. |
| 1954–1957                       | Fortunato Libanori | 14.06.1934–11.07.2006 | ITA    | 1957                                                  | zahlreiche 4. Plätze 2. Platz mit einer 125er MV Agusta in Francorchamps | 1954 begann er mit MV Agusta seine Rennfahrer-Laufbahn. Mit der 125er und 175er MV Agusta Monoalbero bestritt er zahlreiche Weltmeisterschaftsläufe. |
| 1954–1960                       | Luigi Taveri       | 19.09.1929–01.03.2018 | CH     | 1955                                                  | Sieg in Barcelona mit einer 125er MV Agusta Vizeweltmeister mit einer 125er MV Agusta Sieg in Assen mit einer 250er MV Agusta Vierter in der Fahrerwertung mit einer 250er MV Agusta | Sein Debüt bei MV Agusta gab er 1954 auf der 500er Vierzylinder, wo er den achten Platz erzielte. Er war von 1955 bis 1960 bei MV Agusta, fuhr in dieser Zeit auch kurz für Ducati und MZ.                                                                  |
| 1954–1960                       | Luigi Taveri       | 19.09.1929–01.03.2018 | CH     | 1956                                                  | Dritter in der Fahrerwertung mit einer 125er MV Agusta Vizeweltmeister mit einer 250er MV Agusta | Sein Debüt bei MV Agusta gab er 1954 auf der 500er Vierzylinder, wo er den achten Platz erzielte. Er war von 1955 bis 1960 bei MV Agusta, fuhr in dieser Zeit auch kurz für Ducati und MZ.                                                                  |
| 1954–1960                       | Luigi Taveri       | 19.09.1929–01.03.2018 | CH     | 1957                                                  | Sieg in Ulster mit einer 125er MV Agusta Sieg in Ulster mit einer 250er MV Agusta Dritter in der Fahrerwertung mit einer 125er MV Agusta | Sein Debüt bei MV Agusta gab er 1954 auf der 500er Vierzylinder, wo er den achten Platz erzielte. Er war von 1955 bis 1960 bei MV Agusta, fuhr in dieser Zeit auch kurz für Ducati und MZ.                                                                  |
| 1954–1960                       | Luigi Taveri       | 19.09.1929–01.03.2018 | CH     | 1960                                                  | Dritter in der Fahrerwertung mit einer 250er MV Agusta | Sein Debüt bei MV Agusta gab er 1954 auf der 500er Vierzylinder, wo er den achten Platz erzielte. Er war von 1955 bis 1960 bei MV Agusta, fuhr in dieser Zeit auch kurz für Ducati und MZ.                                                                  |
| 1955                            | Ray Amm            | 10.12.1927–11.04.1955 | RHO    | –                                                     | – | 1955 verunglückte er bei seinem ersten Rennen mit der 350er MV Agusta Vierzylinder in Imola tödlich. |
| 1955–1960                       | Umberto Masetti    | 04.05.1926–28.05.2006 | ITA    | 1955                                                  | Sieg beim GP der Nationen mit der 500er MV | |
| 1955–1960                       | Umberto Masetti    | 04.05.1926–28.05.2006 | ITA    | 1956                                                  | Siege in Faenza und Cesena mit der 500er MV | |
| 1955–1960                       | Umberto Masetti    | 04.05.1926–28.05.2006 | ITA    | 1957                                                  | Sieg beim Goldcup in Imola | |
| 1955–1960                       | Umberto Masetti    | 04.05.1926–28.05.2006 | ITA    | 1960                                                  | Dritter in Imola Italienischer Meister auf einer 175er MV | |
| 1955–1962                       | Remo Venturi       | 21.04.1927            | ITA    | 1955                                                  | gute Platzierungen bei Weltmeisterschaftsläufen auf der 125er MV Agusta gute Platzierungen bei Weltmeisterschaftsläufen auf der 250er MV Agusta | Ab 1958 fuhr er die 500er MV Agusta. Er startete auch für Mondial, Bianchi, Benelli und beendete 1966 seine Laufbahn bei Gilera. |
| 1955–1962                       | Remo Venturi       | 21.04.1927            | ITA    | 1956                                                  | gute Platzierungen bei Weltmeisterschaftsläufen auf der 125er MV Agusta gute Platzierungen bei Weltmeisterschaftsläufen auf der 250er MV Agusta | Ab 1958 fuhr er die 500er MV Agusta. Er startete auch für Mondial, Bianchi, Benelli und beendete 1966 seine Laufbahn bei Gilera. |
| 1955–1962                       | Remo Venturi       | 21.04.1927            | ITA    | 1957                                                  | gute Platzierungen bei Weltmeisterschaftsläufen auf der 125er MV Agusta gute Platzierungen bei Weltmeisterschaftsläufen auf der 250er MV Agusta Gesamtsieg bei der letzten Motogiro | Ab 1958 fuhr er die 500er MV Agusta. Er startete auch für Mondial, Bianchi, Benelli und beendete 1966 seine Laufbahn bei Gilera. |
| 1955–1962                       | Remo Venturi       | 21.04.1927            | ITA    | 1959                                                  | Vizeweltmeister auf der 500er MV Agusta italienischer Meister auf der 500er MV Agusta | Ab 1958 fuhr er die 500er MV Agusta. Er startete auch für Mondial, Bianchi, Benelli und beendete 1966 seine Laufbahn bei Gilera. |
| 1955–1962                       | Remo Venturi       | 21.04.1927            | ITA    | 1960                                                  | Vizeweltmeister auf der 500er MV Agusta italienischer Meister auf der 500er MV Agusta Sieg bei der Dutch TT | Ab 1958 fuhr er die 500er MV Agusta. Er startete auch für Mondial, Bianchi, Benelli und beendete 1966 seine Laufbahn bei Gilera. |
| 1955–1962                       | Remo Venturi       | 21.04.1927            | ITA    | 1962                                                  | italienischer Meister als Privatfahrer auf einer 500er MV Agusta Vierzylinder zweiter Platz in Monza | Ab 1958 fuhr er die 500er MV Agusta. Er startete auch für Mondial, Bianchi, Benelli und beendete 1966 seine Laufbahn bei Gilera. |
| 1956–1960                       | John Surtees       | 11.02.1934–10.02.2017 | GBR    | 1956                                                  | Weltmeister auf der 500er MV Agusta | Er ist der einzige Fahrer der Geschichte, dem es gelang, sowohl in der Motorrad-Weltmeisterschaft als auch in der Formel 1 Weltmeister zu werden. |
| 1956–1960                       | John Surtees       | 11.02.1934–10.02.2017 | GBR    | 1958                                                  | Weltmeister auf der 350er MV Agusta Weltmeister auf der 500er MV Agusta | Er ist der einzige Fahrer der Geschichte, dem es gelang, sowohl in der Motorrad-Weltmeisterschaft als auch in der Formel 1 Weltmeister zu werden. |
| 1956–1960                       | John Surtees       | 11.02.1934–10.02.2017 | GBR    | 1959                                                  | Weltmeister auf der 350er MV Agusta Weltmeister auf der 500er MV Agusta | Er ist der einzige Fahrer der Geschichte, dem es gelang, sowohl in der Motorrad-Weltmeisterschaft als auch in der Formel 1 Weltmeister zu werden. |
| 1956–1960                       | John Surtees       | 11.02.1934–10.02.2017 | GBR    | 1960                                                  | Weltmeister auf der 350er MV Agusta Weltmeister auf der 500er MV Agusta | Er ist der einzige Fahrer der Geschichte, dem es gelang, sowohl in der Motorrad-Weltmeisterschaft als auch in der Formel 1 Weltmeister zu werden. |
| 1956–1960 1971–1972 (1973–1974) | Alberto Pagani     | 29.08.1938–11.09.2017 | ITA    | 1960                                                  | zwölfter bei der Tourist Trophy auf einer 125er MV Agusta | Sohn von Nello Pagani. Kam 1956 zu MV Agusta. Verließ das Team 1961. Danach gewann er mehrere Rennen für Aermacchi und Linto. 1971 kam er wieder zu MV Agusta zurück. Beendete seine aktive Karriere nach der Saison 1972 und wurde dann Rennleiter bei MV. |
| 1956–1960 1971–1972 (1973–1974) | Alberto Pagani     | 29.08.1938–11.09.2017 | ITA    | 1971                                                  | Siege in Monza und Jugoslawien | Sohn von Nello Pagani. Kam 1956 zu MV Agusta. Verließ das Team 1961. Danach gewann er mehrere Rennen für Aermacchi und Linto. 1971 kam er wieder zu MV Agusta zurück. Beendete seine aktive Karriere nach der Saison 1972 und wurde dann Rennleiter bei MV. |
| 1956–1960 1971–1972 (1973–1974) | Alberto Pagani     | 29.08.1938–11.09.2017 | ITA    | 1972                                                  | Siege in Monza und Jugoslawien 2. Platz am Nürburgring auf der 500er MV Agusta 2. Platz in Imola auf der 500er MV Agusta 2. Platz in Assen auf der 500er MV Agusta 2. Platz in Francorchamps auf der 500er MV Agusta 2. Platz in Imatra auf der 500er MV Agusta 2. Platz bei der Tourist Trophy auf der 500er MV Agusta Vizeweltmeister auf der 500er MV Agusta 2. der italienischen Meisterschaft | Sohn von Nello Pagani. Kam 1956 zu MV Agusta. Verließ das Team 1961. Danach gewann er mehrere Rennen für Aermacchi und Linto. 1971 kam er wieder zu MV Agusta zurück. Beendete seine aktive Karriere nach der Saison 1972 und wurde dann Rennleiter bei MV. |
| 1957                            | Terry Shepherd     | 1931–05.10.2012       | GBR    | 1957                                                  | 5. Platz auf MV Agusta in Hockenheim 6. Platz auf MV Agusta in Ulster 6. Platz in Monza | Kam nur für kurze Zeit zu MV Agusta. Nach der Saison trennte sich MV Agusta von ihm |
| 1957                            | Gilberto Milani    | 13.05.1932            | ITA    | 1957                                                  | italienischer Meister gewann er einige Rennen auf einer 175er MV Agusta 2. beim Motogiro | Kam 1957 für kurze Zeit zu MV Agusta. War dann Fahrer und später Rennleiter bei Aermacchi. |
| 1957–1960                       | John Hartle        | 22.12.1933–31.08.1968 | GBR    | 1957                                                  | Sieg in der 250er Klasse mit einer MV Agusta in Belgien | Am 31. August 1968 auf seiner Matchless in Scarborough tödlich verunglückt. |
| 1957–1960                       | John Hartle        | 22.12.1933–31.08.1968 | GBR    | 1958                                                  | Vizeweltmeister mit der 350er MV Agusta Vizeweltmeister mit der 500er MV Agusta | Am 31. August 1968 auf seiner Matchless in Scarborough tödlich verunglückt. |
| 1957–1960                       | John Hartle        | 22.12.1933–31.08.1968 | GBR    | 1959                                                  | 2. bei der Tourist Trophy mit der 350er MV Agusta | Am 31. August 1968 auf seiner Matchless in Scarborough tödlich verunglückt. |
| 1957–1960                       | John Hartle        | 22.12.1933–31.08.1968 | GBR    | 1960                                                  | 2. mit der 500er MV Agusta Sieg in Ulster mit der 350er MV Agusta | Am 31. August 1968 auf seiner Matchless in Scarborough tödlich verunglückt. |
| 1958–1959                       | Tarquinio Provini  | 29.05.1933–06.01.2005 | ITA    | 1958                                                  | Weltmeister auf einer 250er MV Agusta italienischer Meister | |
| 1958–1959                       | Tarquinio Provini  | 29.05.1933–06.01.2005 | ITA    | 1959                                                  | italienischer Meister | |
| 1959–1963                       | Lucio Castelli     | –                     | ITA    |                                                       | Eine Zeitlang nahm MV Agusta auch an Motocross-Rennen teil. Ende der 50er Jahre fuhr Castelli eine Geländeversion der MV 175 „Disco Volante“ | 1964 bis 1976 betreute er als einer der fähigsten Rennmechaniker die Werks-Rennmaschinen von MV Agusta. |
| 1960 1964                       | Bruno Spaggiari    | 11.01.1933            | ITA    | 1960                                                  | Sieg in Bilboa auf einer MV Agusta Sieg in Madrid auf einer MV Agusta 2. Platz in Monza auf einer MV Agusta 4. Platz in Belgien 4. Platz in Ulster | Kam 1960 für eine Saison zu MV Agusta. Fuhr dann für Benelli und Ducati. 1964 kam er kurz zu MV Agusta zurück, danach fuhr er für Morini und Ducati. |
| 1960                            | Emilio Mendogni    | 13.05.1933–10.02.2008 | ITA    | 1960                                                  | 2. Platz in Monza mit der 500er MV Agusta 3. Platz in Assen mit der 500er MV Agusta 3. Platz auf der Solitude mit der 500er MV Agusta 6. Platz in Belgien mit der 500er MV Agusta | Nach der Saison verließ er MV Agusta. |
| 1960–1961                       | Gary Hocking       | 30.09.1937–21.12.1962 | RHO    | 1960                                                  | Sieg auf einer 125er MV in Cesenatico. Sieg in Siracusa mit der 500er MV Agusta. Sieg bei der Tourist Trophy mit der 250er MV Agusta Sieg auf der Solitude mit der 250er MV Agusta Sieg in Clermont Ferrand mit der 350er Zweizylinder MV Sieg in Monza mit der 350er Vierzylinder MV Agusta. | Er verunglückte im Dezember 1962 beim Training zum Grand Prix in Durban / Südafrika in einem Lotus-Rennwagen tödlich. |
| 1960–1961                       | Gary Hocking       | 30.09.1937–21.12.1962 | RHO    | 1961                                                  | Weltmeister auf einer 350er MV Agusta Weltmeister auf einer 500er MV Agusta | Er verunglückte im Dezember 1962 beim Training zum Grand Prix in Durban / Südafrika in einem Lotus-Rennwagen tödlich. |
| 1961–1965                       | Mike Hailwood      | 02.04.1940–23.03.1981 | GBR    | 1962                                                  | Weltmeister auf einer 500er MV Agusta | |
| 1961–1965                       | Mike Hailwood      | 02.04.1940–23.03.1981 | GBR    | 1963                                                  | Weltmeister auf einer 500er MV Agusta | |
| 1961–1965                       | Mike Hailwood      | 02.04.1940–23.03.1981 | GBR    | 1964                                                  | Weltmeister auf einer 500er MV Agusta | |
| 1961–1965                       | Mike Hailwood      | 02.04.1940–23.03.1981 | GBR    | 1965                                                  | Weltmeister auf einer 500er MV Agusta | |
| 1963                            | Silvio Grassetti   | 24.02.1936–09.09.2018 | ITA    | 1963                                                  | 2. Platz mit einer MV Agusta in Modena Sieg auf einer MV Agusta in Cesenatico Sieg auf einer MV Agusta in Ospedaletti italienischer Meister | 1963 kam er für kurze Zeit zu MV Agusta, fuhr aber gleichzeitig auch für Benelli. |
| 1965–1973                       | Giacomo Agostini   | 16.06.1942            | ITA    | 1965                                                  | italienischer Meister 500 cm³ | |
| 1965–1973                       | Giacomo Agostini   | 16.06.1942            | ITA    | 1966                                                  | Weltmeister auf der 500er MV Agusta 3 Zyl. italienischer Meister 500 cm³ | |
| 1965–1973                       | Giacomo Agostini   | 16.06.1942            | ITA    | 1967                                                  | Weltmeister auf der 500er MV Agusta | |
| 1965–1973                       | Giacomo Agostini   | 16.06.1942            | ITA    | 1968                                                  | Weltmeister auf der 350er MV Agusta 3 Zyl. „Tre“ Weltmeister auf der 500er MV Agusta italienischer Meister 500 cm³ | |
| 1965–1973                       | Giacomo Agostini   | 16.06.1942            | ITA    | 1969                                                  | Weltmeister auf der 350er MV Agusta Weltmeister auf der 500er MV Agusta italienischer Meister 500 cm³ | |
| 1965–1973                       | Giacomo Agostini   | 16.06.1942            | ITA    | 1970                                                  | Weltmeister auf der 350er MV Agusta Weltmeister auf der 500er MV Agusta italienischer Meister 500 cm³ und 350 cm³ (MV Agusta) | |
| 1965–1973                       | Giacomo Agostini   | 16.06.1942            | ITA    | 1971                                                  | Weltmeister auf der 350er MV Agusta Weltmeister auf der 500er MV Agusta italienischer Meister 500 cm³ und 350 cm³ (MV Agusta) | |
| 1965–1973                       | Giacomo Agostini   | 16.06.1942            | ITA    | 1972                                                  | Weltmeister auf der 350er MV Agusta Weltmeister auf der 500er MV Agusta italienischer Meister 500 cm³ und 350 cm³ (MV Agusta) | |
| 1965–1973                       | Giacomo Agostini   | 16.06.1942            | ITA    | 1973                                                  | Weltmeister auf der 350er MV Agusta italienischer Meister 500 cm³ (MV Agusta) | |
| 1965–1973                       | Giacomo Agostini   | 16.06.1942            | ITA    | 1974                                                  | italienischer Meister 500 cm³ (MV Agusta) | |
| 1965–1973                       | Giacomo Agostini   | 16.06.1942            | ITA    | 1977                                                  | italienischer Meister 500 cm³ (MV Agusta / Yamaha) | |
| 1970–1971                       | Angelo Bergamonti  | 18.03.1939–04.04.1971 | ITA    | 1970                                                  | 1. Platz in Barcelona mit der 350er MV Agusta 1. Platz in Barcelona mit der 500er MV Agusta 2. Platz beim Großen Preis der Nationen auf der 350er MV Agusta 2. Platz beim Großen Preis der Nationen auf der 500er MV Agusta | Verunglückte 1971 bei einem Rennen zur italienischen Meisterschaft in Riccione tödlich. |
| 1970–1971                       | Angelo Bergamonti  | 18.03.1939–04.04.1971 | ITA    | 1971                                                  | 1. Platz in Modena mit der 350er MV Agusta 1. Platz in Modena mit der 500er MV Agusta | Verunglückte 1971 bei einem Rennen zur italienischen Meisterschaft in Riccione tödlich. |
| 1972–1975                       | Phil Read          | 01.01.1939–22.10.2022 | GBR    | 1973                                                  | Weltmeister auf einer 500er MV Agusta 4 Zyl. | |
| 1972–1975                       | Phil Read          | 01.01.1939–22.10.2022 | GBR    | 1974                                                  | Weltmeister auf einer 500er MV Agusta 4 Zyl. | |
| 1972–1975                       | Phil Read          | 01.01.1939–22.10.2022 | GBR    | 1975                                                  | Siege bei den WM-Läufen in Belgien und der Tschechoslowakei | |
| 1974                            | Gianfranco Bonera  | 02.04.1945            | ITA    | 1974                                                  | Vizeweltmeister auf einer 500er MV Agusta 4 Zyl. | Stürzte beim Rennen in Finnland, und schied für den Rest der Saison aus |
| 1975                            | Armando Toracca    | 03.03.1951            | ITA    | 1975                                                  | 4. in Le Castelet auf einer MV Agusta 4 Zyl. 4. in Salzburg auf einer MV Agusta 4 Zyl. 4. in Imola auf einer MV Agusta 4 Zyl. | 1975 kam er nach Boneras Sturz für eine Saison zu MV Agusta. Nach der Saison fuhr er eine Zeit lang japanische Maschinen in der 500er und 750er Klasse. |

Quellen: (wenn nicht anders angegeben).

## Galerie (Fahrer)
Eine Auswahl an Fahrern, die für das ursprüngliche Werksteam von MV Agusta unter Vertrag standen.

Bill Lomas (l.) mit John Surtees (r.) bei der Dutch TT (1956)
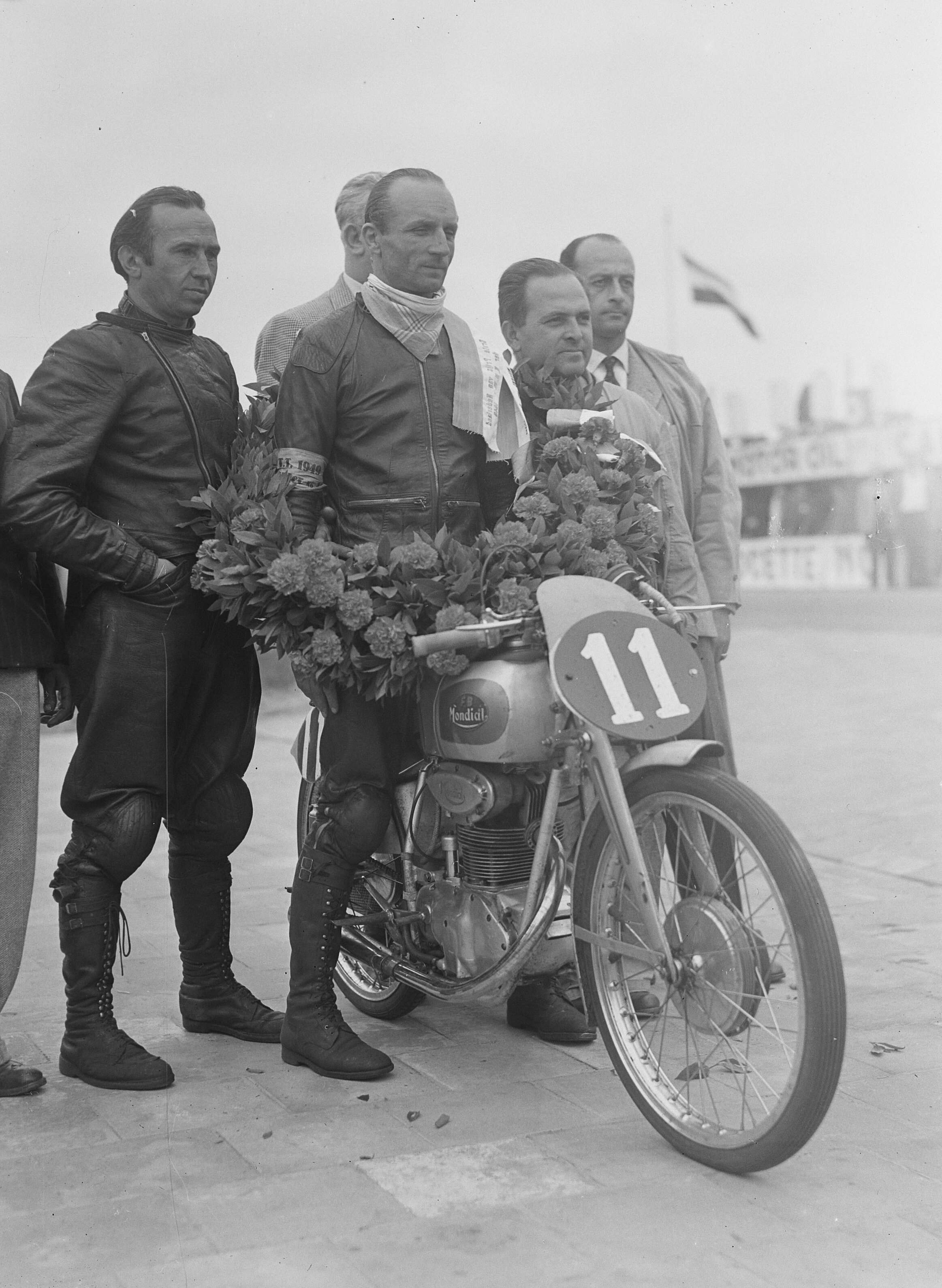
Nello Pagani (hier auf einer Mondial)
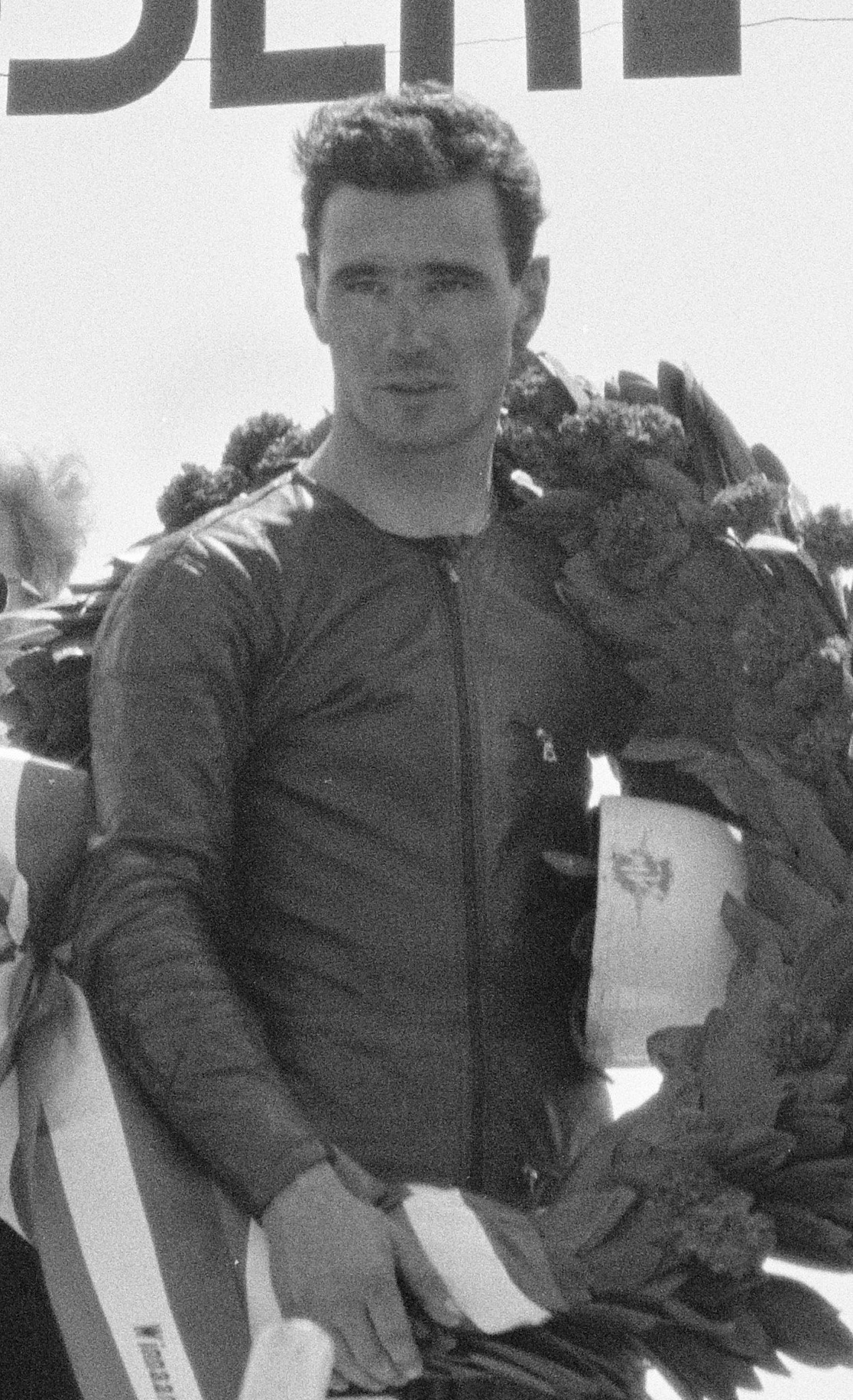
Carlo Ubbiali in Assen (1960)
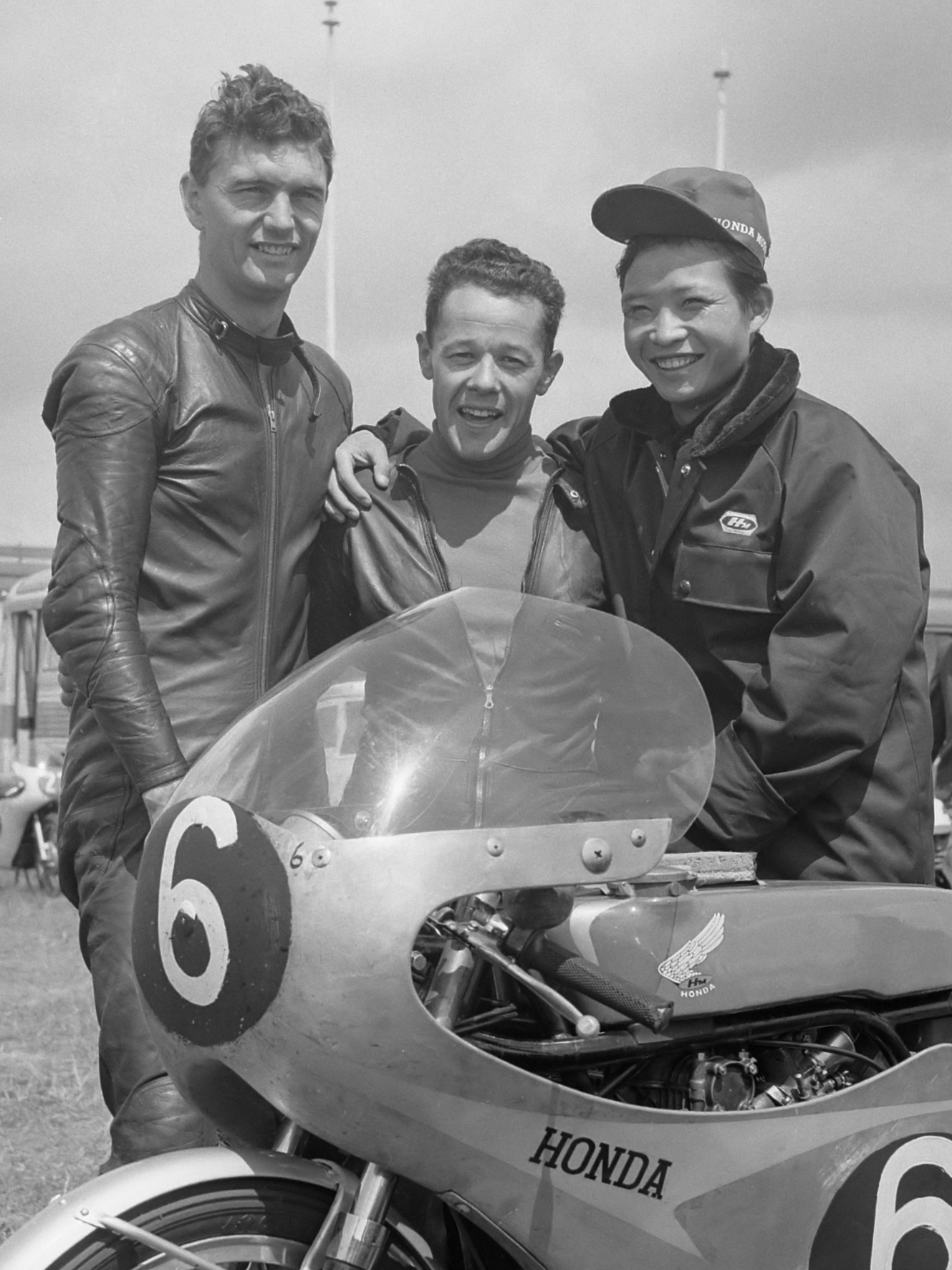
Luigi Taveri (M.) bei der Dutch TT in Assen (1963)
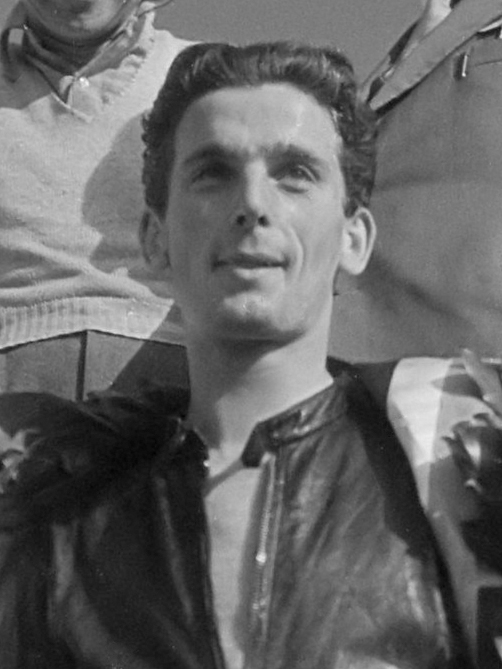
Umberto Masetti (1952)
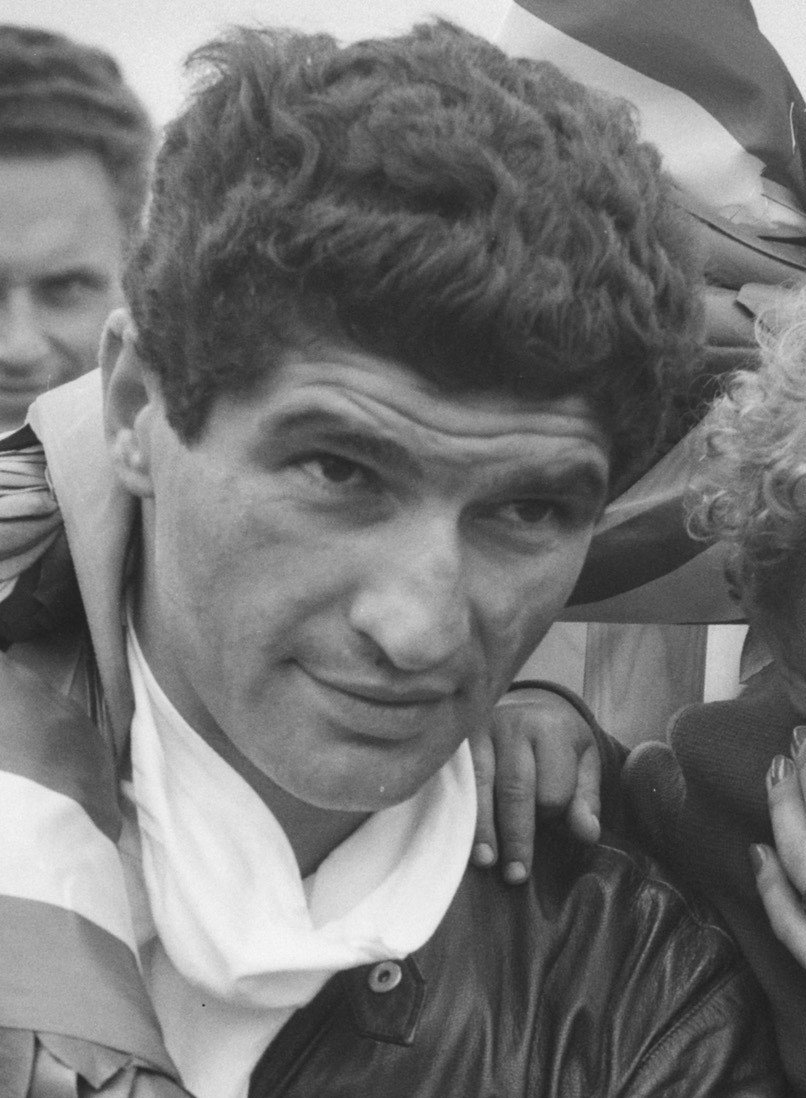
Tarquinio Provini bei der Dutch TT (1959)
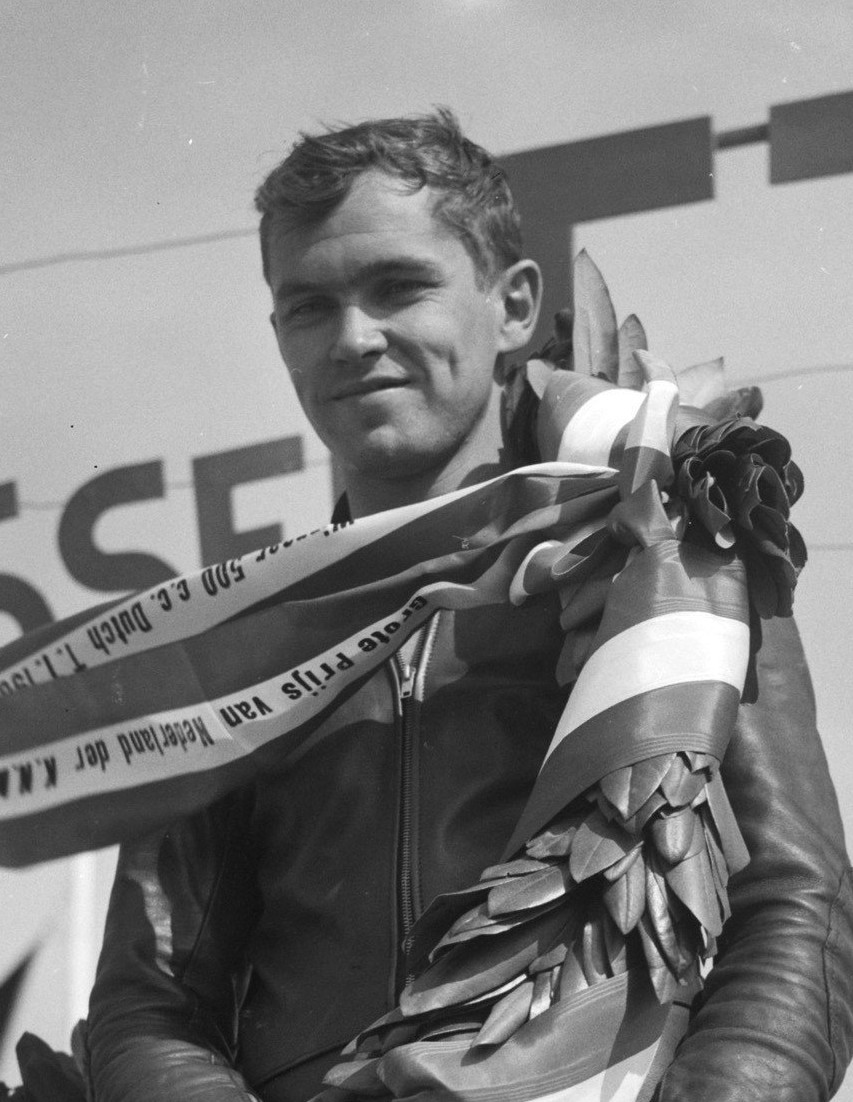
Gary Hocking (1961)
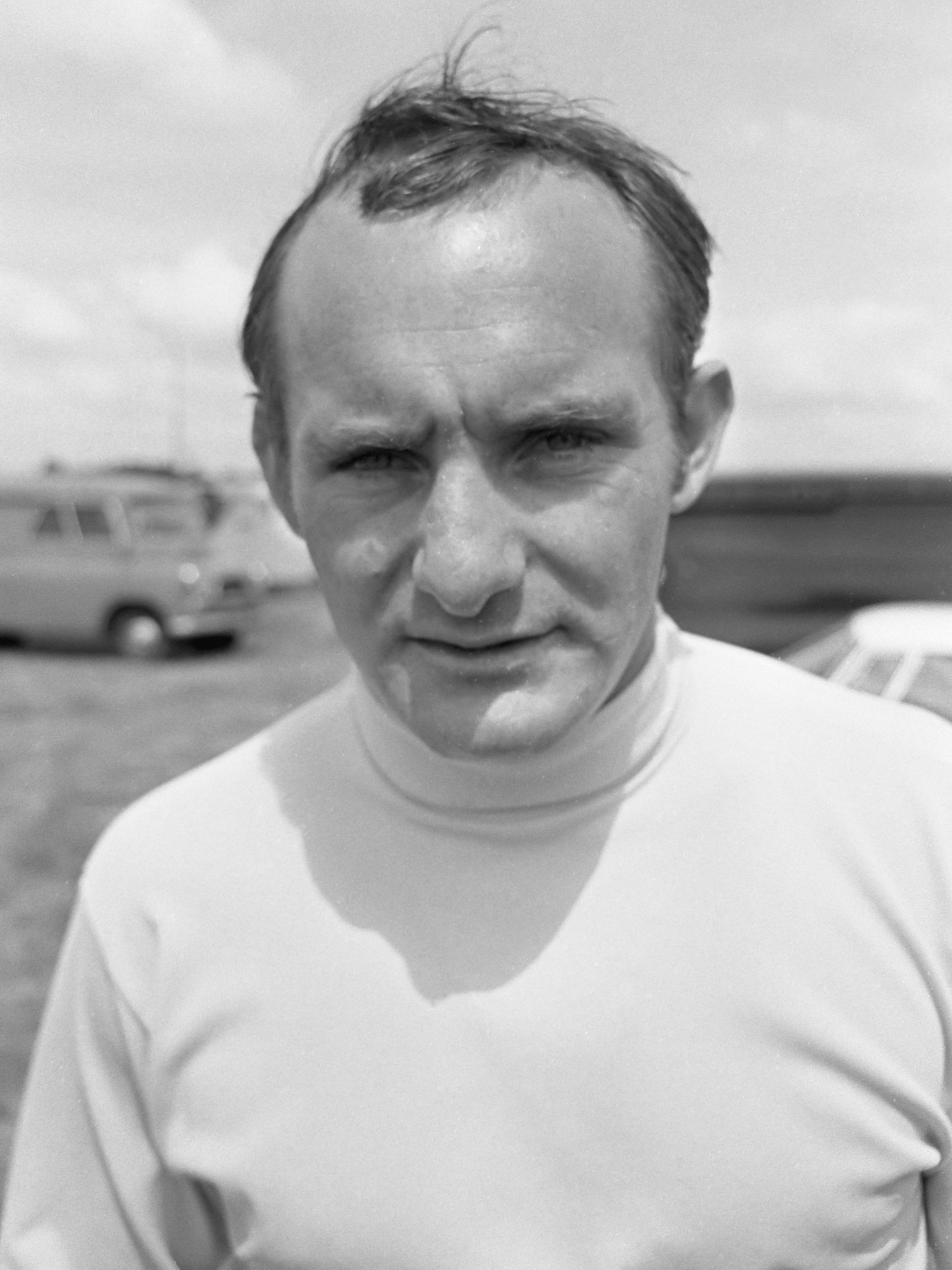
Mike Hailwood, TT Assen (1967)
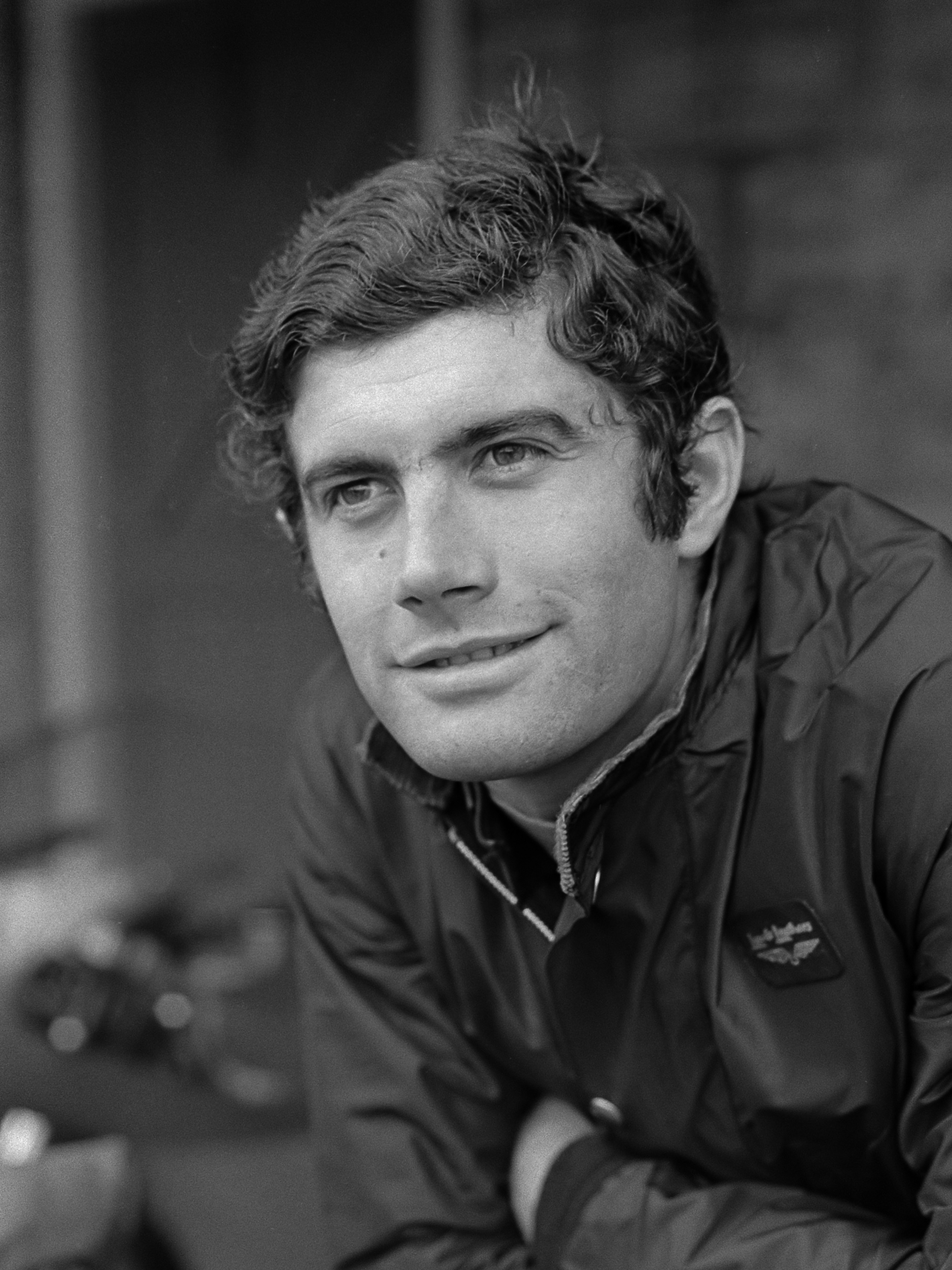
Giacomo Agostini beim Training zur TT Assen (1968)
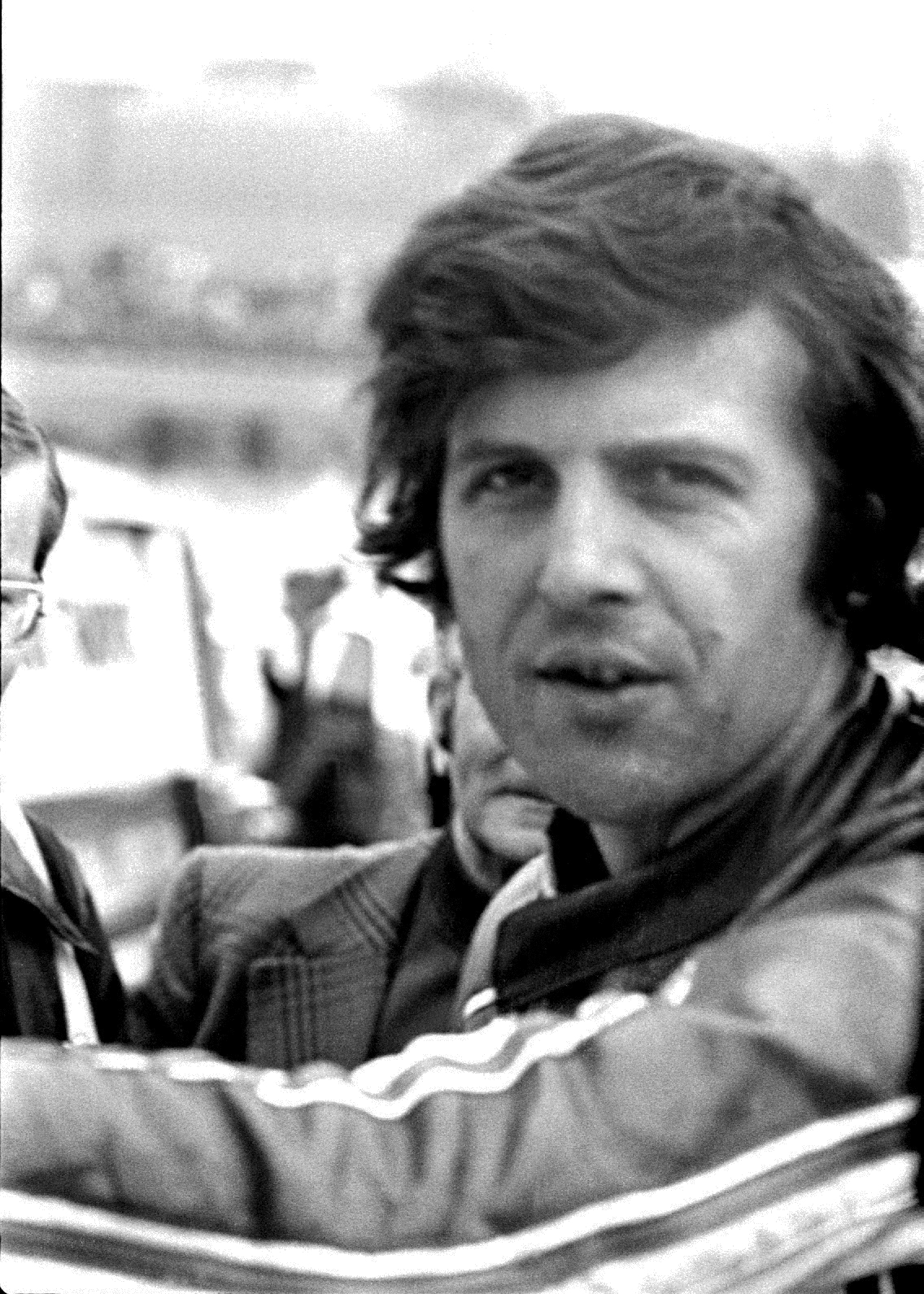
Phil Read (1967)

## Motorräder (1946–1976)
MV Agusta entwickelte eine Reihe von Motorrädern die rein für den Renneinsatz (Werksmaschinen), oder auch zur Entwicklung (Prototyp) eingesetzt wurden.
| Jahr      | Bezeichnung                                   | Hubraum                 | Zylinder | Bauart  | GP-Siege | Fahrer-Titel | Konstr.-Titel | Anmerkungen |
| --------- | --------------------------------------------- | ----------------------- | -------- | ------- | -------- | ------------ | ------------- | --- |
| 1946–1949 | MV Agusta Corse 98 Sport                      | 98 cm³                  | 1 Zyl.   | 2 Takte |          |              |               | Mit dieser Maschine startete das Unternehmen kurz nach Produktionsstart seines ersten Modells MV 98 ein eigenes Werksrennprogramm unter der Bezeichnung „Reparto Corse“ (Rennabteilung). Mit der Corse 98 Sport besetzten die MV-Rennfahrer Vicenzo Ninconi, Mario Cornalea und Mario Paleari in Monza zum ersten Mal in der MV-Renngeschichte das gesamte Podium. |
| 1948      | MV Agusta Corse 125 Tre Marche                | 123,5 cm³               | 1 Zyl.   | 2 Takte | 1        |              |               | Auf diesem Motorrad gewann MV Agusta mit dem Gran Premio delle Nazioni 1948 in Faenza durch Bertoni den ersten Grand Prix. |
| 1948–1950 | MV Agusta Corse 125 Quattro Marche            | 123,5 cm³               | 1 Zyl.   | 2 Takte |          |              |               | Die Corse 125 Quattro Marche war – wie der Name sagt – mit einem 4-Gang-Getriebe, die Weiterentwicklung der „Tre“. Sie wurde dann von der MV Agusta 125 Motore Lungo, beziehungsweise den neuen Viertaktern wie der MV Agusta 125 Bialbero abgelöst. |
| 1951–1953 | MV Agusta Corse 125 „Lungo“                   | 123,5 cm³               | 1 Zyl.   | 2 Takte |          |              |               | Die Maschine war besonders in der nationalen 125-cm³-Rennklasse beliebt, wo die Kombination aus Wettbewerbsfähigkeit und niedrigem Preis besonders die Fahrer ansprach, die ihre Karriere gerade begannen. Sie wurde damit zu einem der beliebtesten Sportmotorräder der damaligen Zeit. |
| 1950–1953 | MV Agusta Corse 500 Quattro Cardano           | 494,4 cm³               | 4 Zyl.   | 4 Takte |          |              |               | Die MV 500/4C war das erste Modell des Unternehmens, mit dem es in der damals höchsten Klasse „500 cm³“ antrat. In der ersten Baustufe hatte die 500/4C noch ein längsliegendes Getriebe und Kardanantrieb. 1952 wurde auf querliegende Getriebewellen und Kettenantrieb umgerüstet. Die Maschine wurde ab dann als Corse 500 Quattro Catena (Kette) bezeichnet. |
| 1950–1960 | MV Agusta Corse 125 Bialbero                  | 123,5 cm³               | 1 Zyl.   | 4 Takte | 34       | 6            | 7             | Insgesamt wurden mit den verschiedenen Versionen der 125 Bialbero zwischen 1950 und 1960 etliche Erfolge erreicht: 34 Grand-Prix-Siege, 6 Fahrer- und 7 Herstellerweltmeisterschaften, 4 italienische Meisterschaften, 10 nationale Meisterschaften (außerhalb Italiens), 2 italienische „Motorino“ (Roller-)Meisterschaften (nur Motor), und 1 mal das Langstreckenrennen Milano–Taranto |
| 1952–1966 | MV Agusta Corse 500 Quattro Catena            | 497,5 cm³               | 4 Zyl.   | 4 Takte | 61       | 9            | k. A.         | Erster Sieg 1952 GP von Italien, Monza, Leslie Graham. Letzter Sieg 1966 Imola, Giacomo Agostini. Es wurden insgesamt 9 WM-Titel erzielt: 1956, 1958, 1959 und 1960 durch John Surtees. 1961 mit Gary Hocking. 1962 bis 1965 von Mike Hailwood. |
| 1953–1954 | MV Agusta 125 Sport Competizione (Monoalbero) | 123,5 cm³               | 1 Zyl.   | 4 Takt  |          |              |               | Für Privatfahrer zu erwerbende Version der 125 Bialbero (mit einer Nockenwelle) |
| 1953–1954 | 125 Scooter Monoalbero Competizione           | 123,5 cm³               | 1 Zyl.   | 4 Takte |          |              |               | Eine verkleinerte Version der 125er Monalbero zum Einsatz bei den damals in Italien sehr beliebten „Roller-Rennen“. |
| 1953–1965 | MV Agusta Corse 350 Quattro                   | 349,3 cm³               | 4 Zyl.   | 4 Takte | 24       | 4            | 4             | Mit der 350 Quattro wurden insgesamt 24 Grand Prix gewonnen. Erster Sieg 1953 Großer Preis von Deutschlandauf dem Schottenring durch Carlo Bandirola. Letzter Sieg 1962 Isle of Man TT mit Mike Hailwood. Die 350 Quattro errang 4 Fahrerweltmeisterschaften und 4 Markentitel: 1958, 1959 und 1960 Fahrer- und Markentitel durch John Surtees. 1961 beide Titel durch Gary Hocking |
| 1955–1958 | MV Agusta Corse 175                           | 174,5 cm³               | 1 Zyl.   | 4 Takte |          |              |               | Zwei verschiedene Konzepte: Eine hubraumvergrößerte Version der 125er Bialbero (DOHC), und eine leistungsgesteigerte Renn-Version der MV Agusta 175 CSS (SOHC), die unter der Bezeichnung MV Agusta 175 CSS-5V, bzw. als Squalo (Hai) angeboten wurde. |
| 1955–1959 | MV Agusta Corse 250 Monocilindrica            | 203 cm³ 220 cm³ 250 cm³ | 1 Zyl.   | 4 Takte | 15       | 2            | 3             | Anfänglich als aufgebohrte 125er Bialbero mit 203 cm³ eingesetzt, wurde der Hubraum zuerst auf 220 und dann auf 250 cm³ erhöht. Mit der Monocilindrica wurden 15 Grand Prix gewonnen, sowie zwei Doppelweltmeisterschaften (Fahrer- und Markenweltmeisterschaft) errungen: 1956 die Fahrerweltmeisterschaft durch Carlo Ubbiali, und der Markentitel. 1958durch Tarquinio Provini, sowie der Markentitel. Bereits 1955 wurde die Markenweltmeisterschaft (durch die Fahrer Bill Lomas, Luigi Taveri, Umberto Masetti und Carlo Ubiali) gewonnen.                                                  |
| 1957      | MV Agusta Corse 350 Bicilindrica              | 348,6 cm³               | 2 Zyl.   | 4 Takte |          |              |               | Basierend auf der 1955 von Giannini entworfenen Straßenversion. 45° geneigte Zylinder mit DOHC und fächerförmig verrippten Kopf. Eine Besonderheit war der Rahmen: eine Fachwerkstruktur aus einer Vielzahl dünner Rohre, die den Motor teilweise umschloss. Diese Gitterrohrrahmen waren aus dem Flugzeugbau hergeleitet und kamen zu dieser Zeit auch in der Formel 1 zum Einsatz. Die Maschine wurde bei Testfahrten und beim Training zu verschiedenen GP hauptsächlich von Ken Kavanagh gefahren. Letztendlich wurde die Entwicklung aber zu Gunsten der bewährten Vierzylinder eingestellt. |
| 1957      | MV Agusta Corse 350 Sei Cilindrica            |                         | 6 Zyl.   | 4 Takte |          |              |               | Einsatz im Training des GP v. Italien 1957 durch Nello Pagani |
| 1958      | MV Agusta Corse 500 Sei Cilindrica            | 499,2 cm³               | 6 Zyl.   | 4 Takte |          |              |               | Einsatz im GP v. Italien 1958 durch John Hartle. Ausfall nach wenigen Runden. Auf Grund des Fehlens gleichwertiger Gegner (wegen des Rückzug von Moto Guzzi, Gilera und Mondial) wurde die weitere Entwicklung des Sechszylinders eingestellt, bevor das volle Potential ausgeschöpft war. |
| 1959–1966 | MV Agusta Corse 250 Bicilindrica              | 247 cm³                 | 2 Zyl.   | 4 Takte | 11       | 2            | 2             | Mit der 250 Bicilindrica wurden 11 Grand Prix, 2 Fahrerweltmeisterschaften und 2 Markenweltmeistertitel errungen. 1959 und 1960 Fahrerweltmeisterschaft durch Carlo Ubbiali, zusätzlich Markentitel. |
| 1965      | MV Agusta Corse 125 Disco Rotante (Prototyp)  | 124,5 cm³               | 1 Zyl.   | 2 Takte |          |              |               | Versuch von MV wieder einen Zweitakter im Rennbetrieb einzusetzen. Sehr innovatives Konzept: hartverchromte Zylinderlaufbuchsen, ringlose Kolben, Einlasssteuerung durch rotierenden Schieber, Flüssigkeitskühlung. Doppelschleifenrahmen mit hydraulischen Dämpfern und mechanischer Scheibenbremse am Vorderrad. Erster Einsatz in Cesinatico, danach nur sporadisch getestet (kein Renneinsatz). |
| 1965–1973 | MV Agusta Corse 350 Tre Cilindrica            | 343,9 cm³               | 3 Zyl.   | 4 Takte | 43       | 4            | 4             | Mit der 350 Tre wurden insgesamt 43 Grand Prix gewonnen. Erster Sieg 1965 Großer Preis von Deutschland, Nürburgring, Giacomo Agostini. Letzter Sieg 1972 Isle of Man TT, Giacomo Agostini. Es wurden mit der 350 Tre 4 Fahrerweltmeisterschaften und 4 Markentitel errungen. 1968 bis 1971 Fahrerweltmeisterschaft durch Giacomo Agostini, sowie der Markentitel. |
| 1966–1974 | MV Agusta Corse 500 Tre Cilindrica            | 497,9 cm³               | 3 Zyl.   | 4 Takte | 63       | 7            | 6             | Mit der 500 Tre wurden insgesamt 63 Grand Prix gewonnen. Erster Sieg 1966 Großen Preis von Belgien, Spa Franchorchamps, Giacomo Agostini. Letzter Sieg 1973 Großer Preis von Belgien, Spa Franchorchamps, Giacomo Agostini. Mit der 500 Tre wurden 7 Fahrerweltmeisterschaften und 6 Markentitel errungen. 1966 Fahrerweltmeisterschaft durch Giacomo Agostini. 1967 bis 1972 Fahrerweltmeisterschaft durch Giacomo Agostini, sowie der Markentitel. |
| 1968–1971 | MV Agusta Corse 350 Sei Cilindrica            | 348,8 cm³               | 6 Zyl.   | 4 Takte |          |              |               | Erstmals im Training zum Grand Premio de Italia 1968 in Monza durch Mike Hailwood, aber nicht im Rennen, eingesetzt. Letztmals beim Training in Modena 1971 durch Angelo Bergamonti und Giacomo Agostini getestet. |
| 1971–1976 | MV Agusta Corse 350 Quattro                   | 349,8 cm³               | 4 Zyl.   | 4 Takte | 8        | 2            | 1             | Mit der 350 Quattro wurden insgesamt 8 Grand Prix gewonnen. Erster Sieg 1972 Großer Preis von Österreich durch Giacomo Agostini. Letzter Sieg 1976 Dutch TT Assen durch Giacomo Agostini. Mit der 350 Quattro wurden 3 Weltmeisterschaften gewonnen. 1972 Fahrerweltmeisterschaft durch Giacomo Agostini, 1972 Marken Weltmeisterschaft (Pagani, Read, Agostini), 1973 Fahrerweltmeisterschaft durch Giacomo Agostini. |
| 1972      | MV Agusta Corse Formula 750 Cardano           | –                       | 4 Zyl.   | 4 Takte |          |              |               | Einsatz im Imola 200 durch Agostini, Ausfall an 3. Position liegend in Runde 42 |
| 1973      | MV Agusta Corse Formula 750 Catena            | 738 cm³                 | 4 Zyl.   | 4 Takte |          |              |               | Nie FIM homologiert, heut als Straßenmotorrad in Privatbesitz. |
| 1973–1976 | MV Agusta Corse 500 Quattro Cilindrica        | 499,5 cm³               | 4 Zyl.   | 4 Takte | 11       | 2            | 1             | Mit der 500 Quattro wurden 11 Grand Prix gewonnen. Erster Sieg 1973 Großer Preis von Deutschland, Hockenheim, Phil Read. Letzter Sieg 1976 Großer Preis von Deutschland, Nürburgring, Giacomo Agostini. Mit der 500 Quattro wurden 2 Fahrerweltmeisterschaften und 1 Markentitel errungen. 1973 Fahrerweltmeisterschaft durch Phil Read, sowie der Markentitel. 1974 Fahrerweltmeisterschaft durch Phil Read. |
| 1976      | MV Agusta Corse 500 180° V4 (Prototyp)        | 499,5 cm³               | 4 Zyl.   | 4 Takte |          |              |               | Entwicklung wurde eingestellt, auf Grund strenger FIM Geräuschbestimmungen und daraus resultierendem Leistungsverlust. |

Quellen: (wenn nicht anders angegeben).

## Galerie (Motorräder)
Eine Auswahl an Motorrädern, die von dem ursprüngliche Werksteam von MV Agusta eingesetzt wurden.

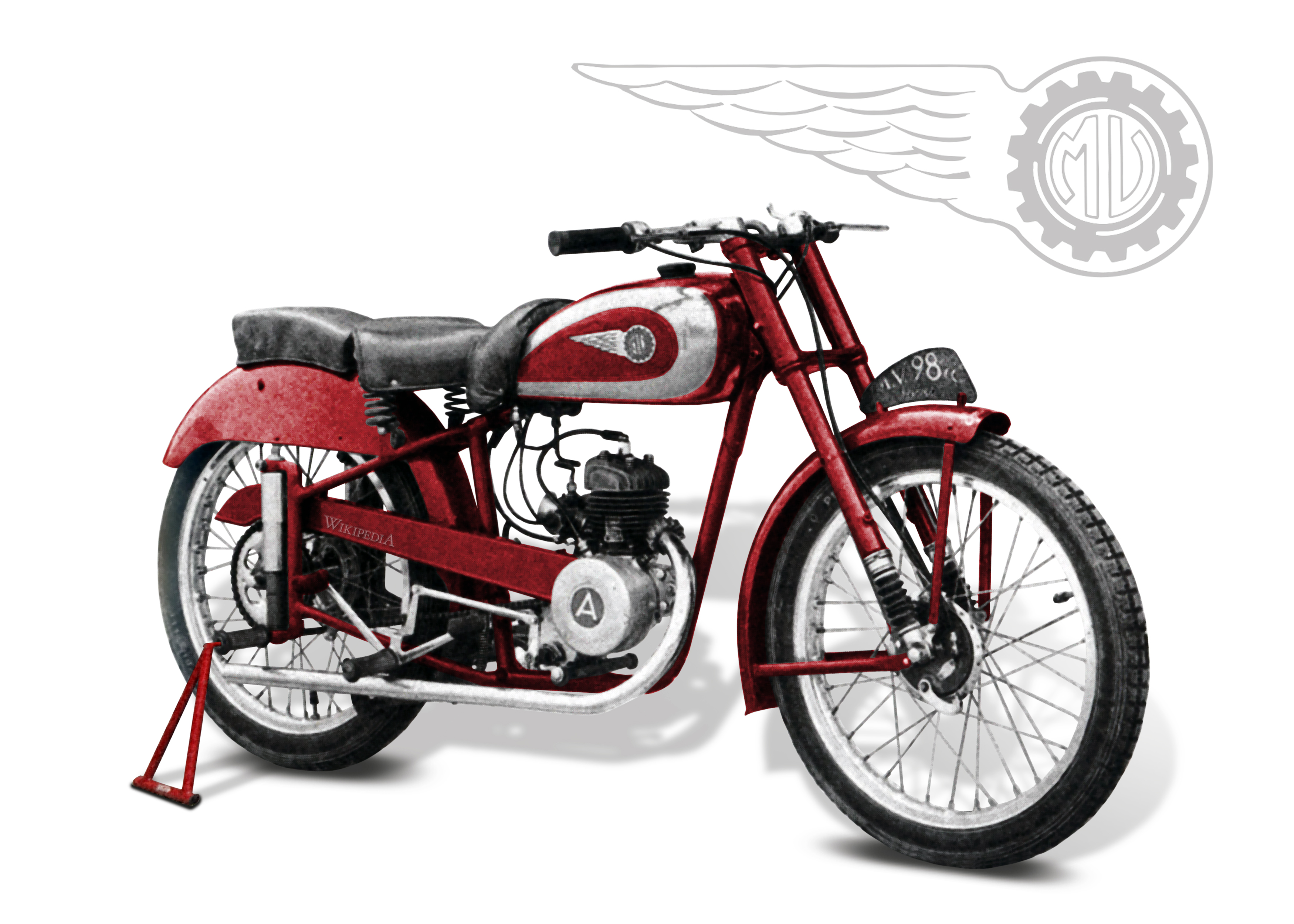
98 „Sport“ (1946–1949)
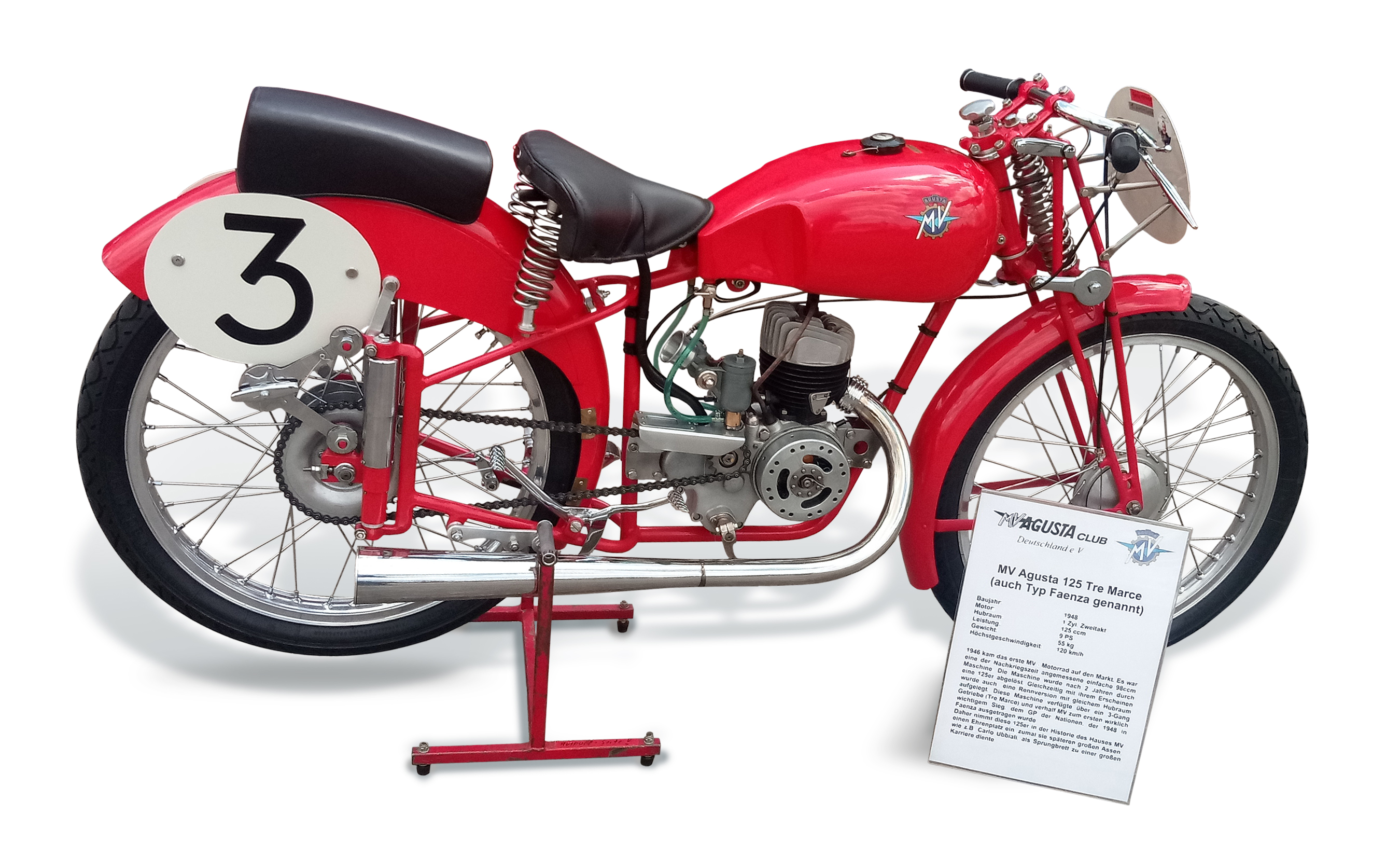
125 „Tre Marce“ (1948–1949)
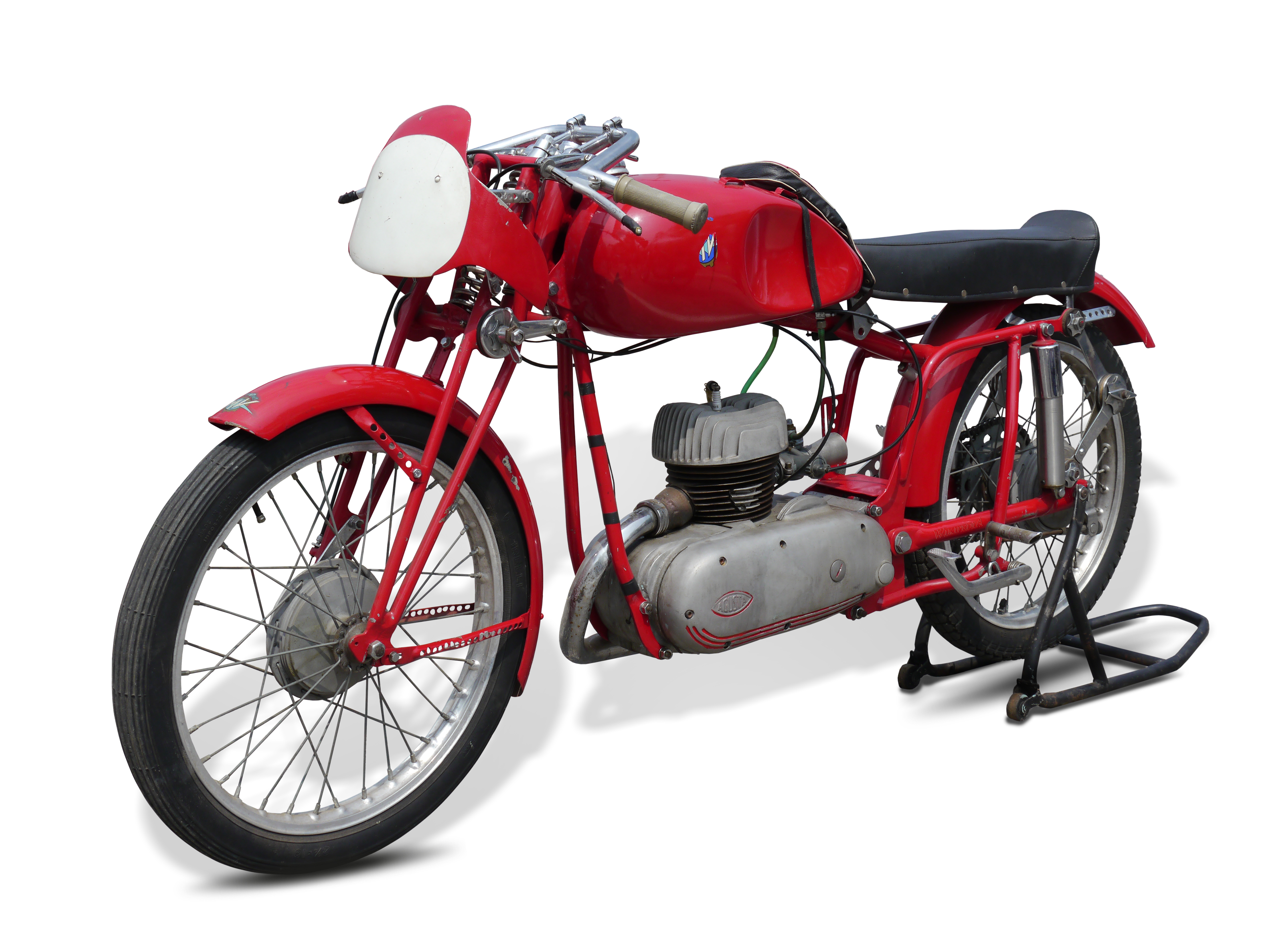
125 „Motore Lungo“ (1950–1953)
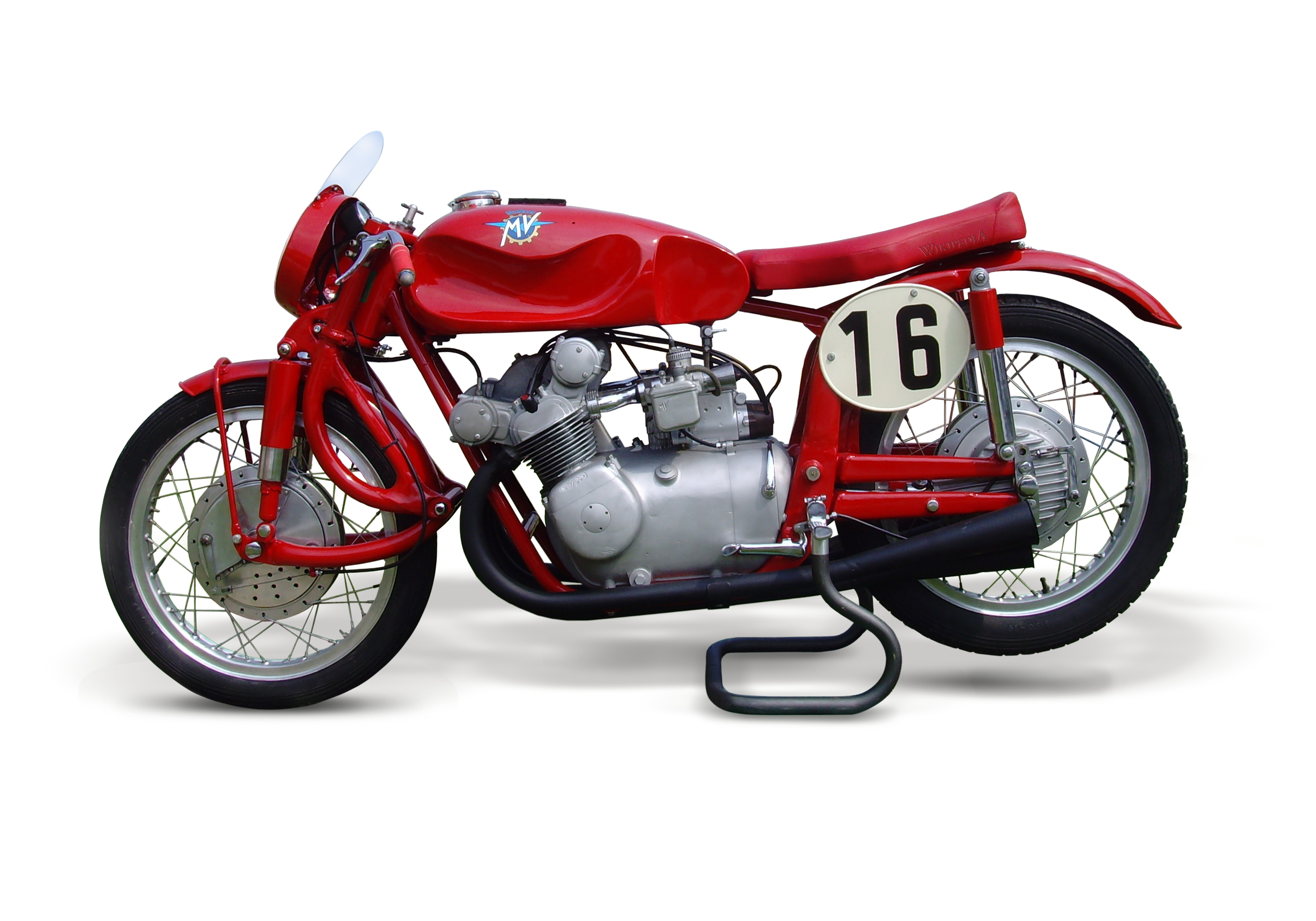
500 „Quattro Cardano“ (1950–1953)
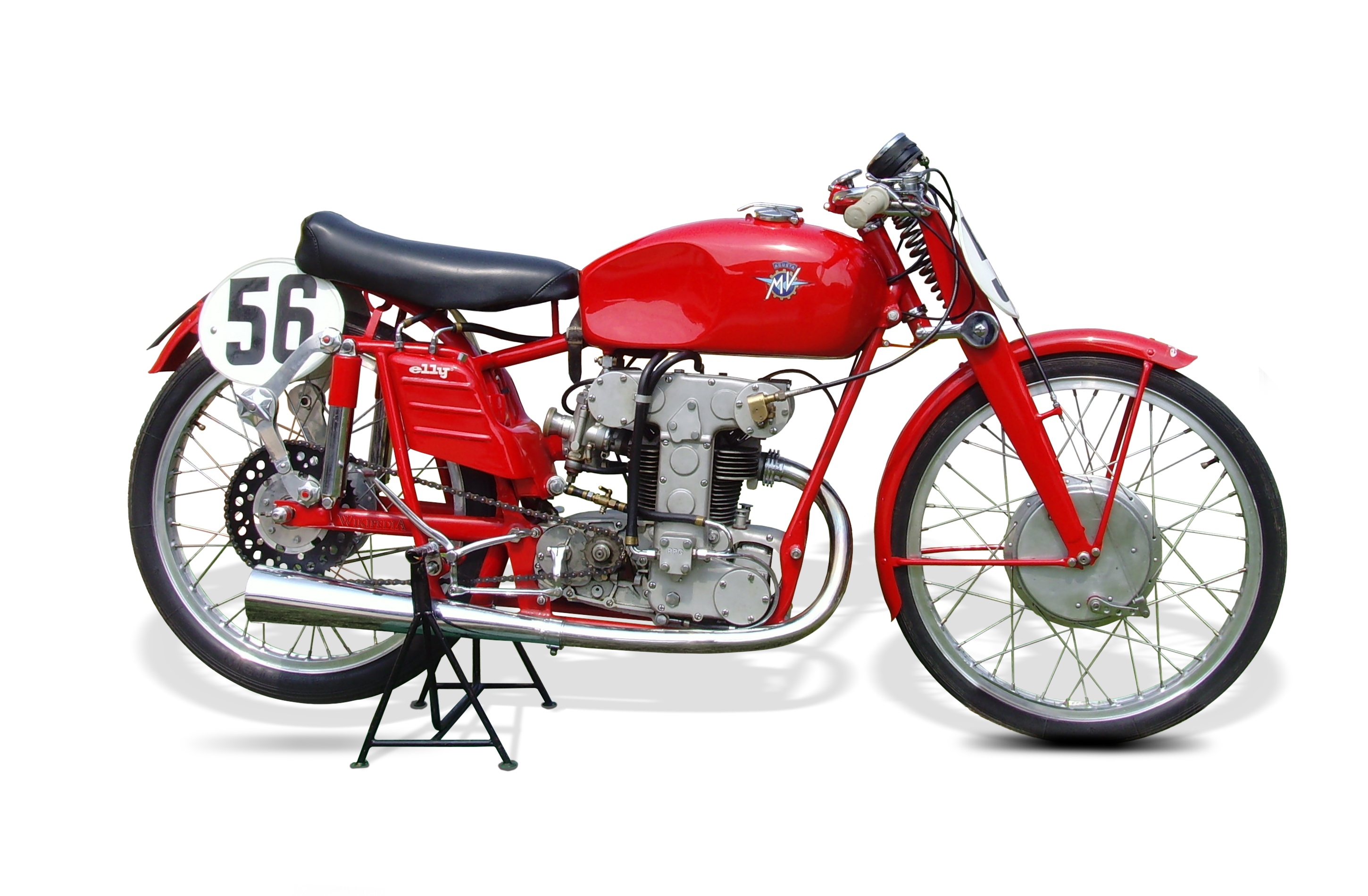
125 „Bialbero“ (1950–1960)
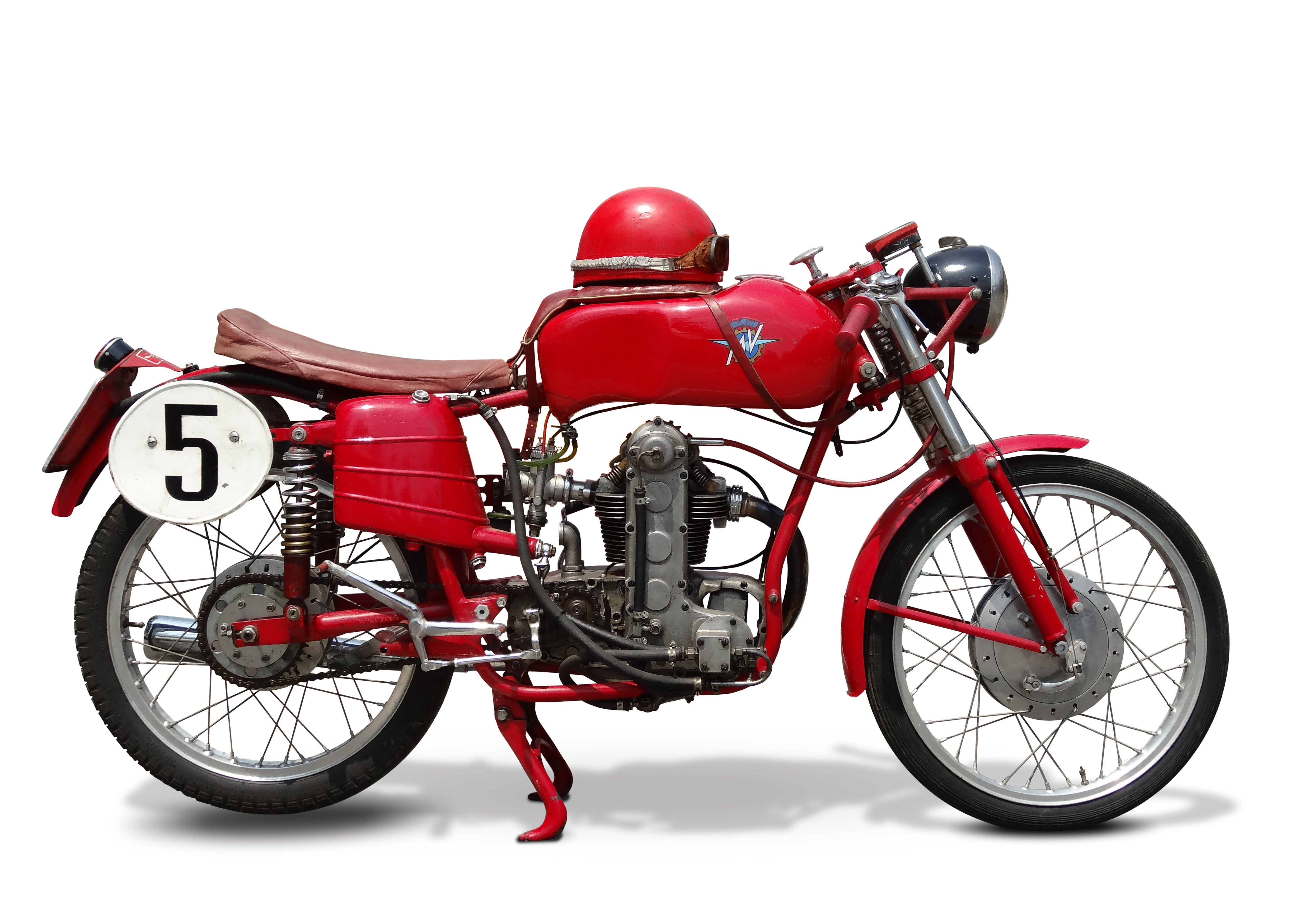
125 „Monoalbero“ (1953–1958)
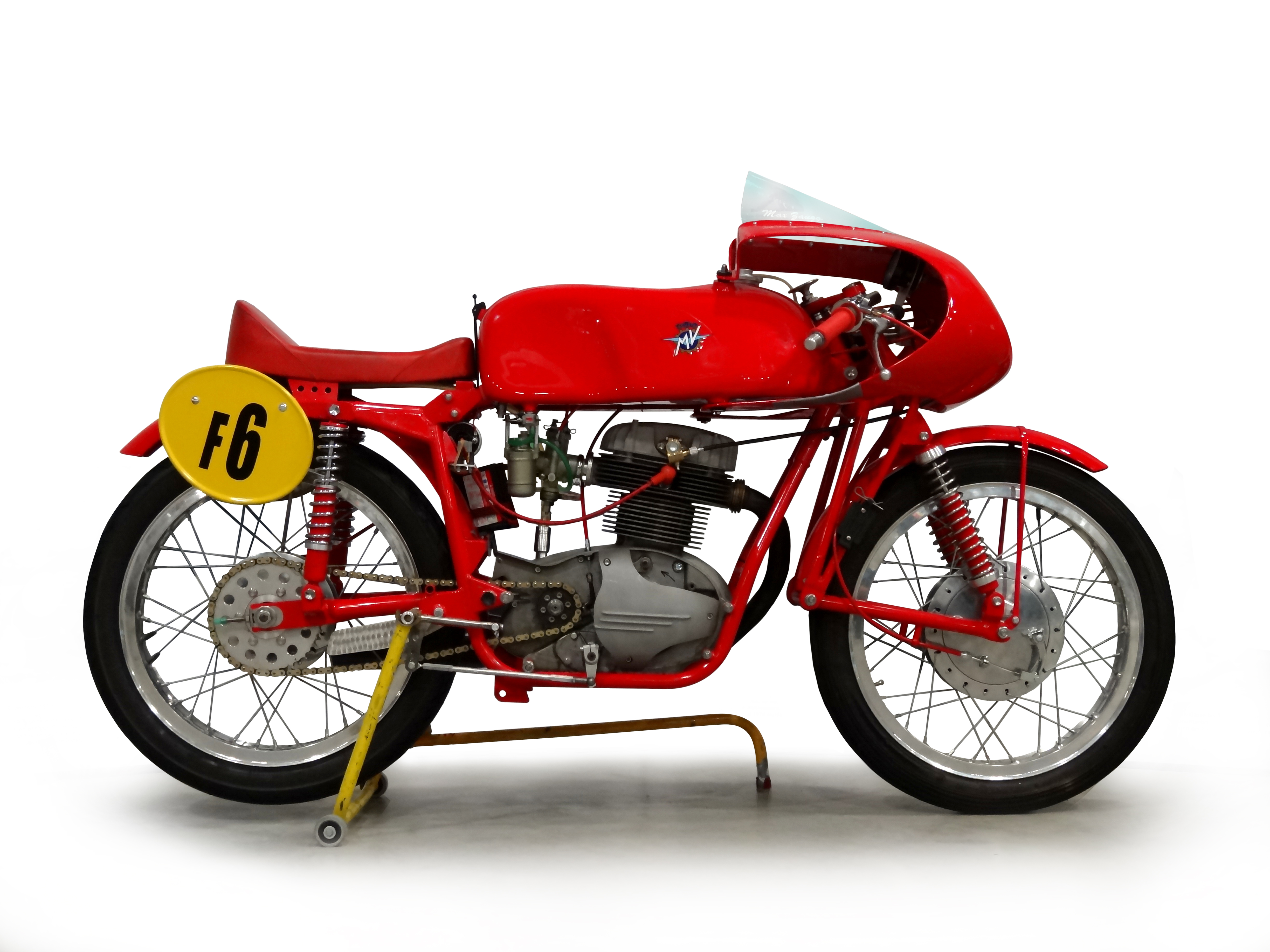
175CC Squalo “CSS-5V” (1954–1960)
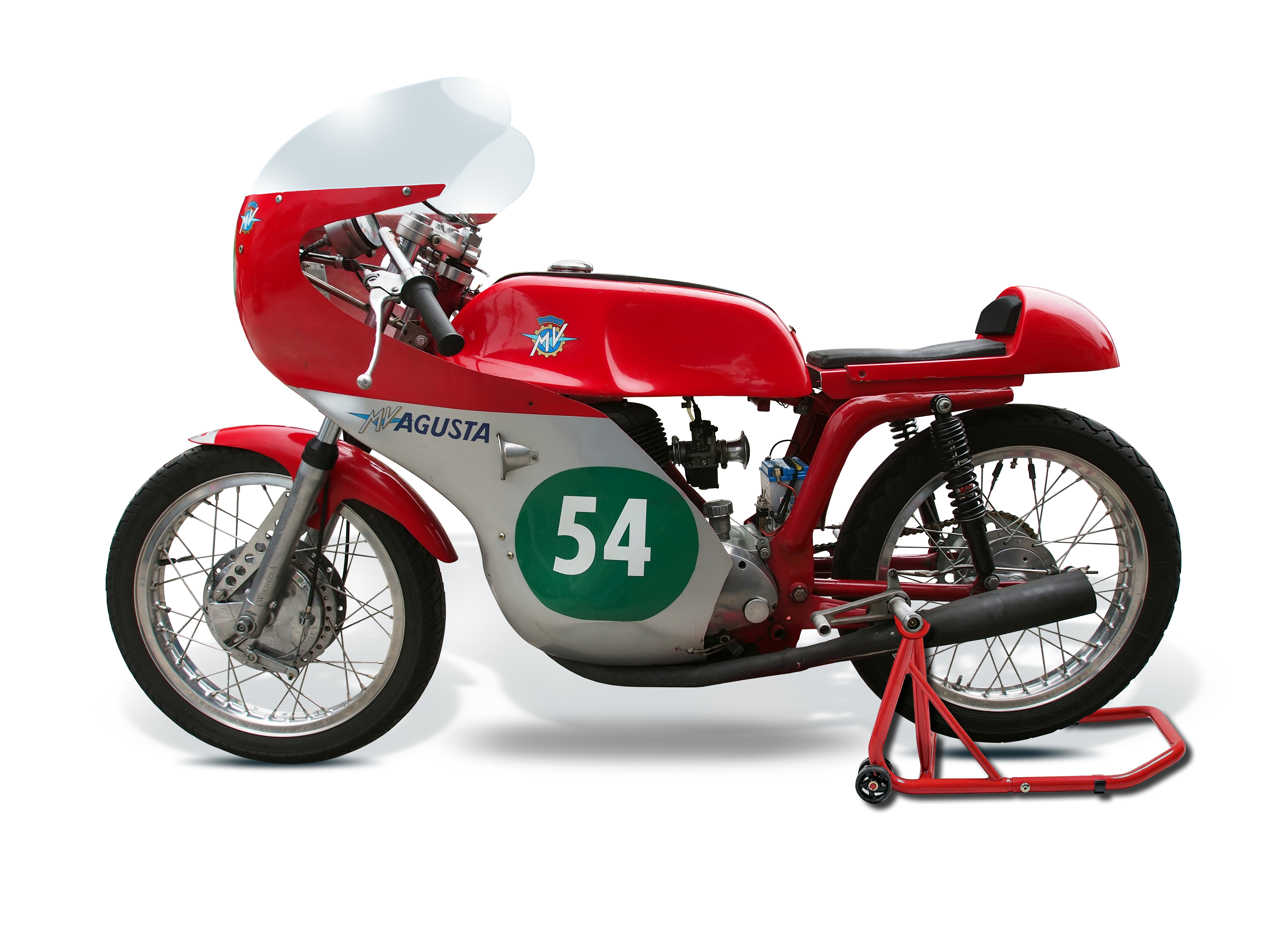
250cc „Monocilindrica“ (1955–1959)
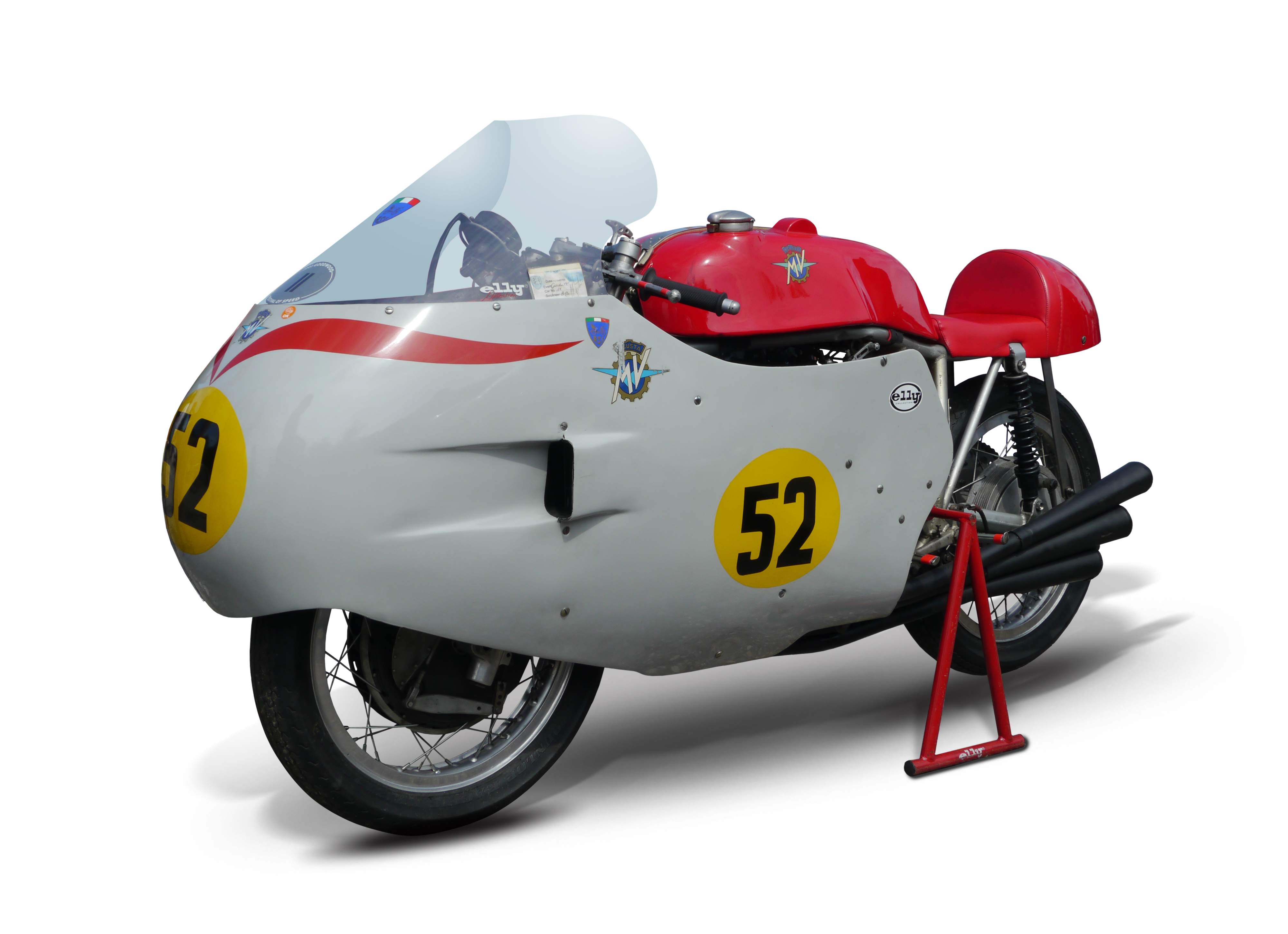
500cc „Sei“ (1958)
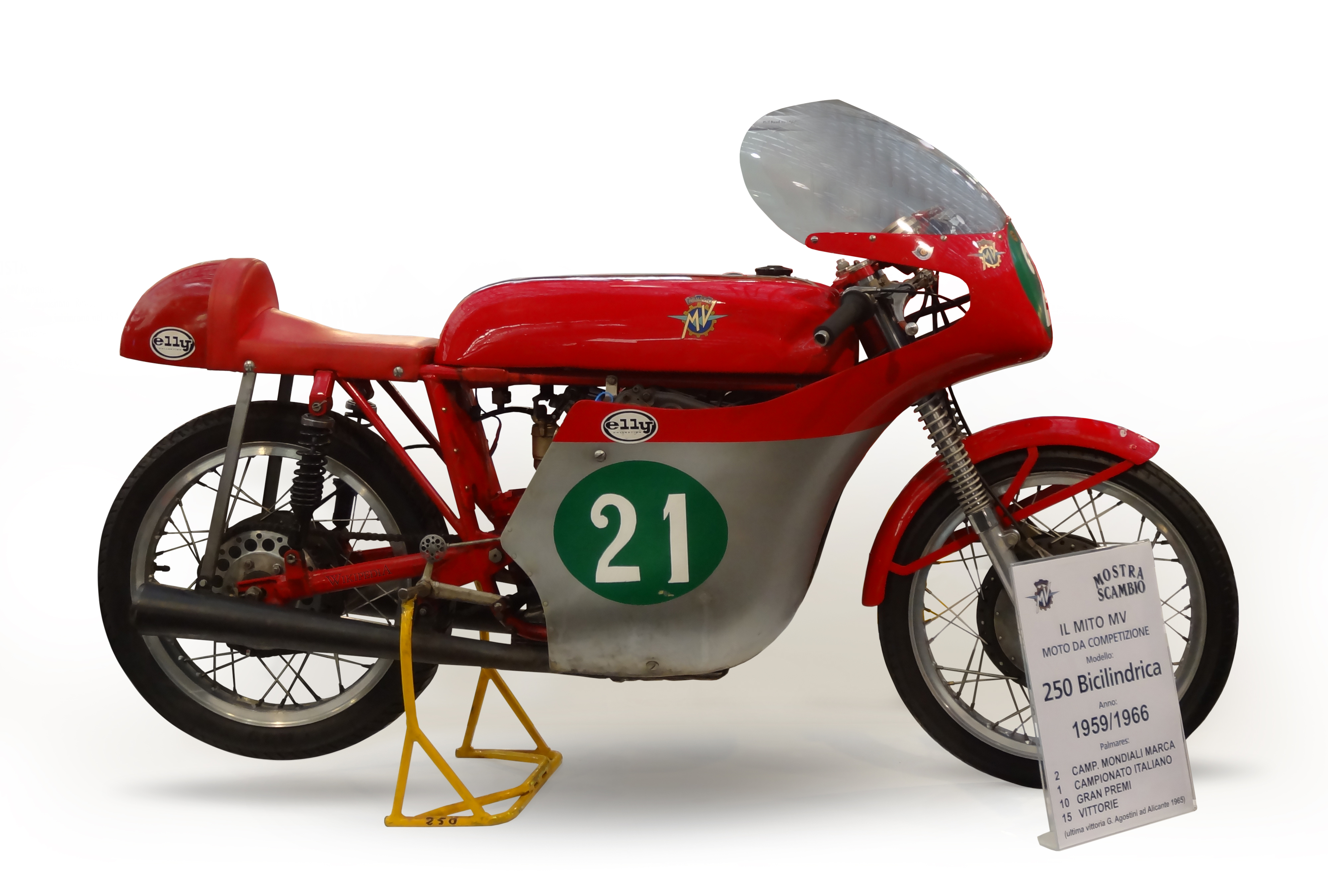
250cc „Bicilindrica“ (1959–1966)
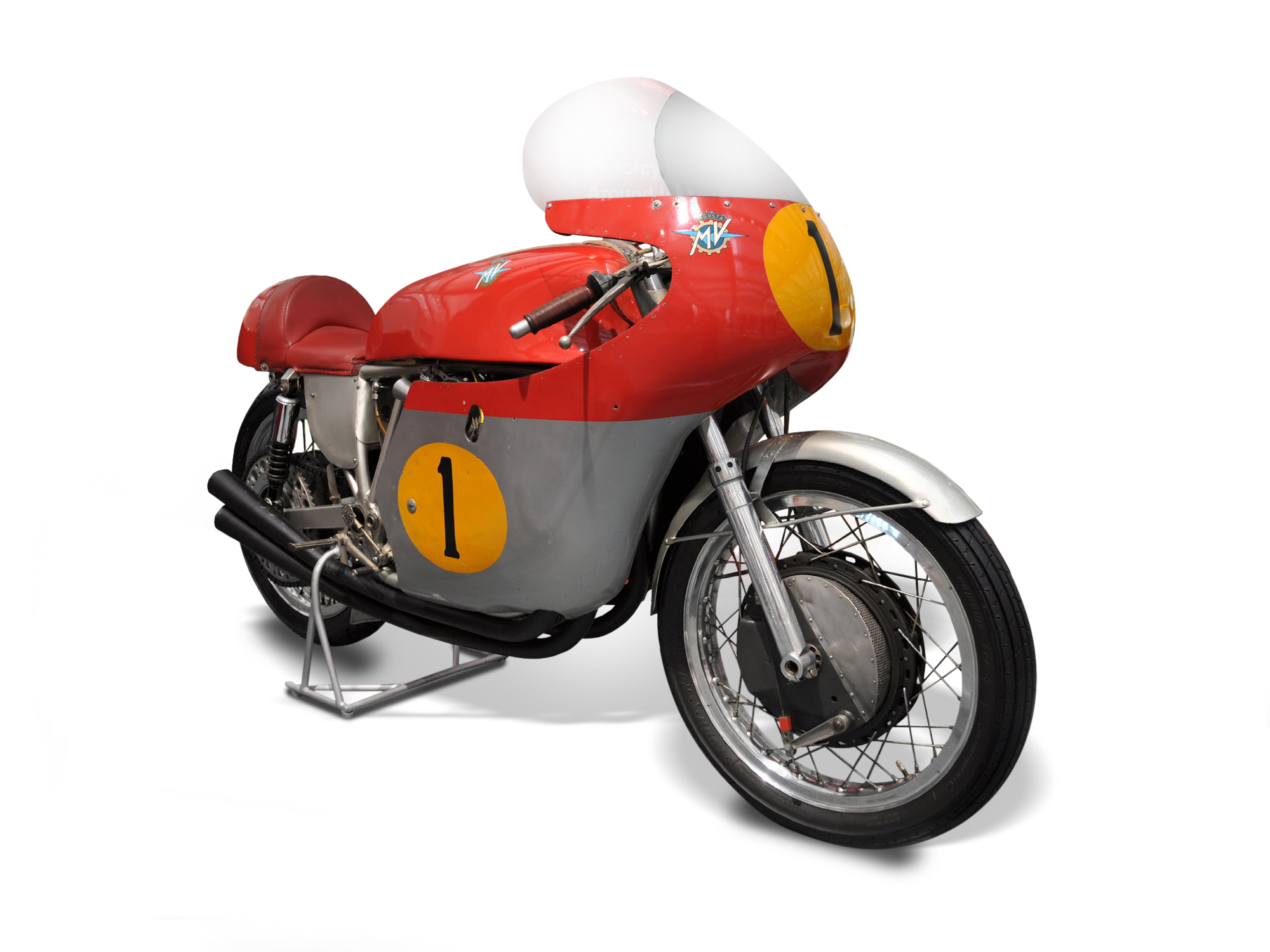
500 „Quattro Catena“ M. Hailwood (1965)
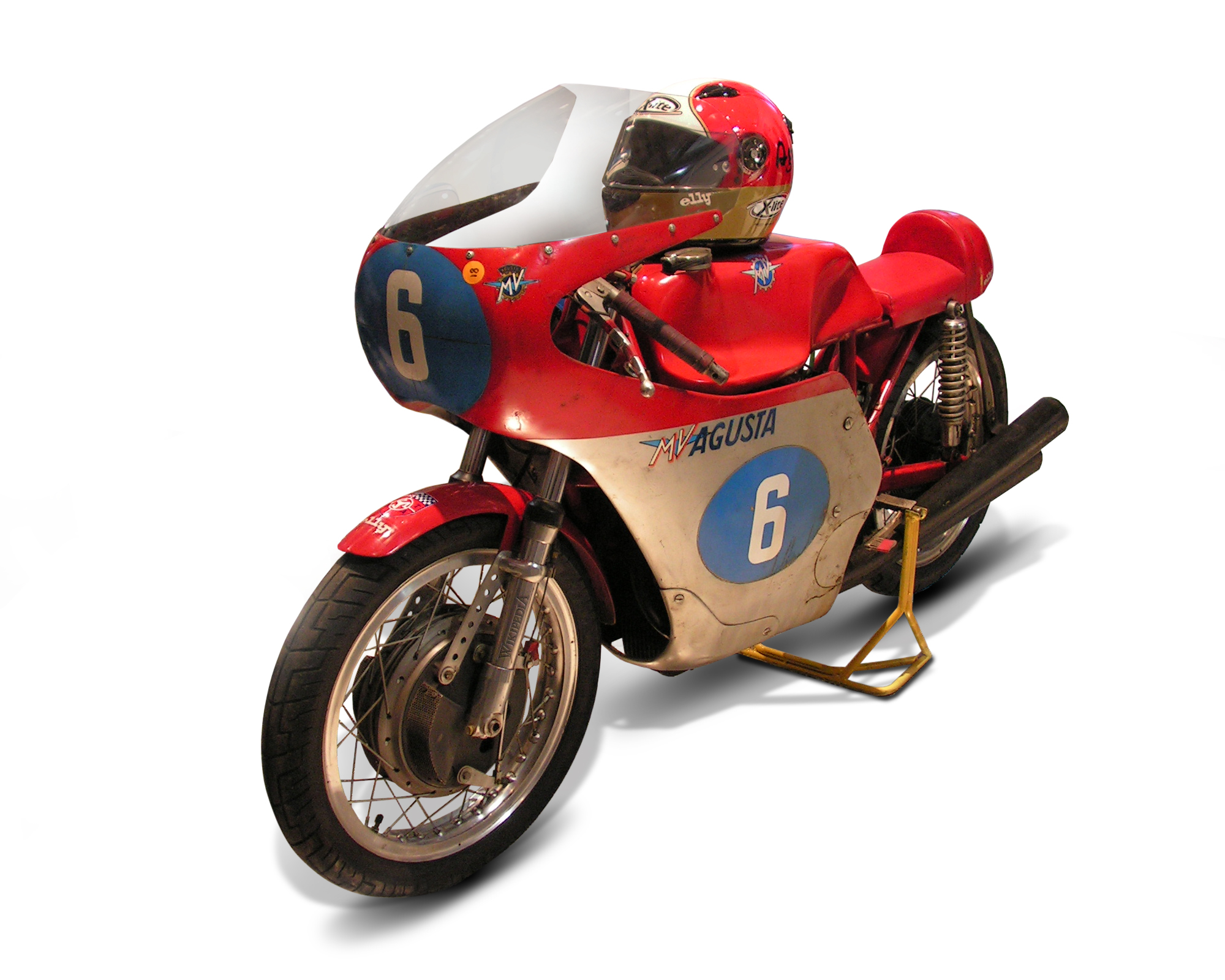
350 „tre“ (1965–1973)
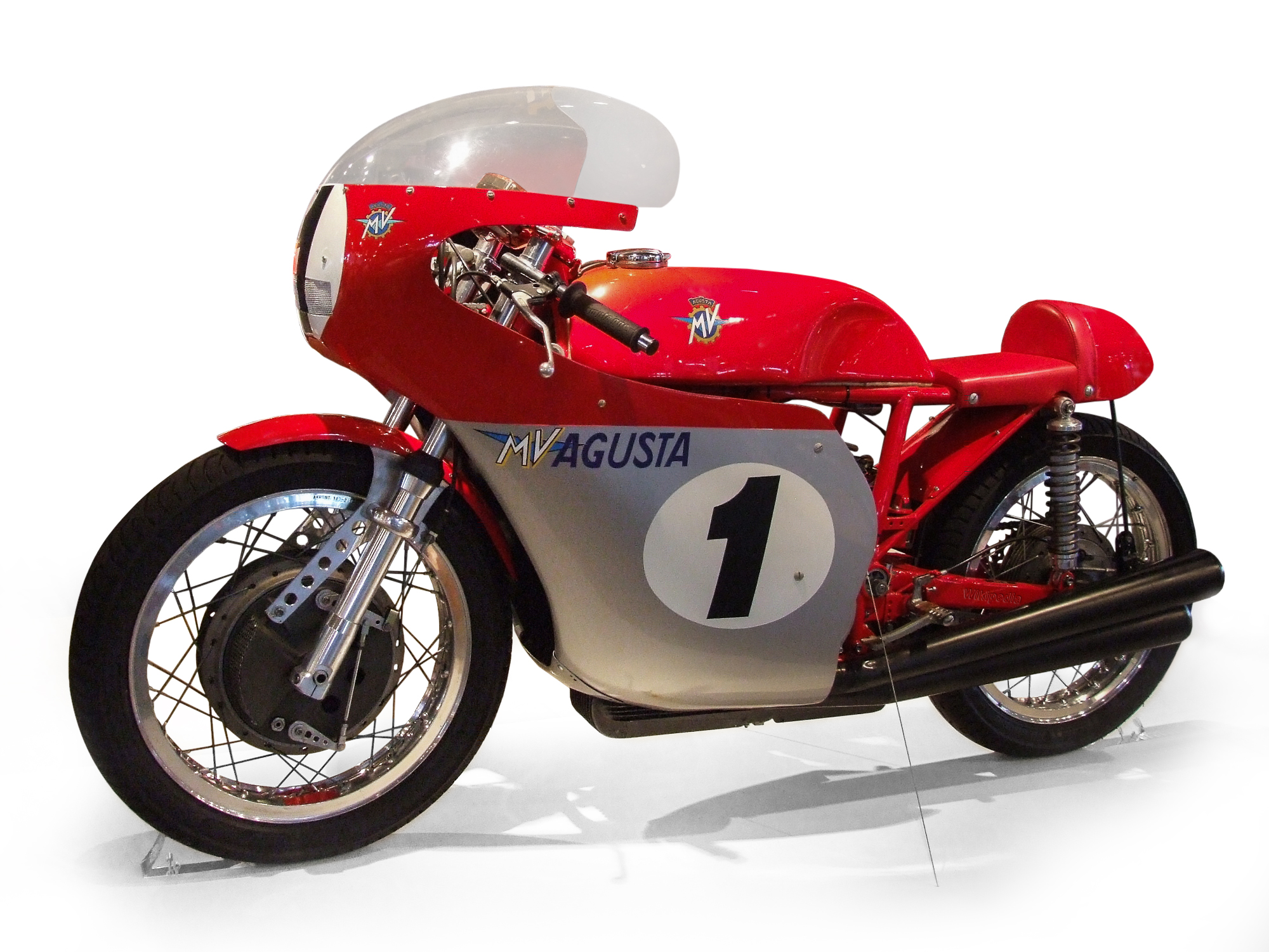
500 „tre“ (1965–1973)
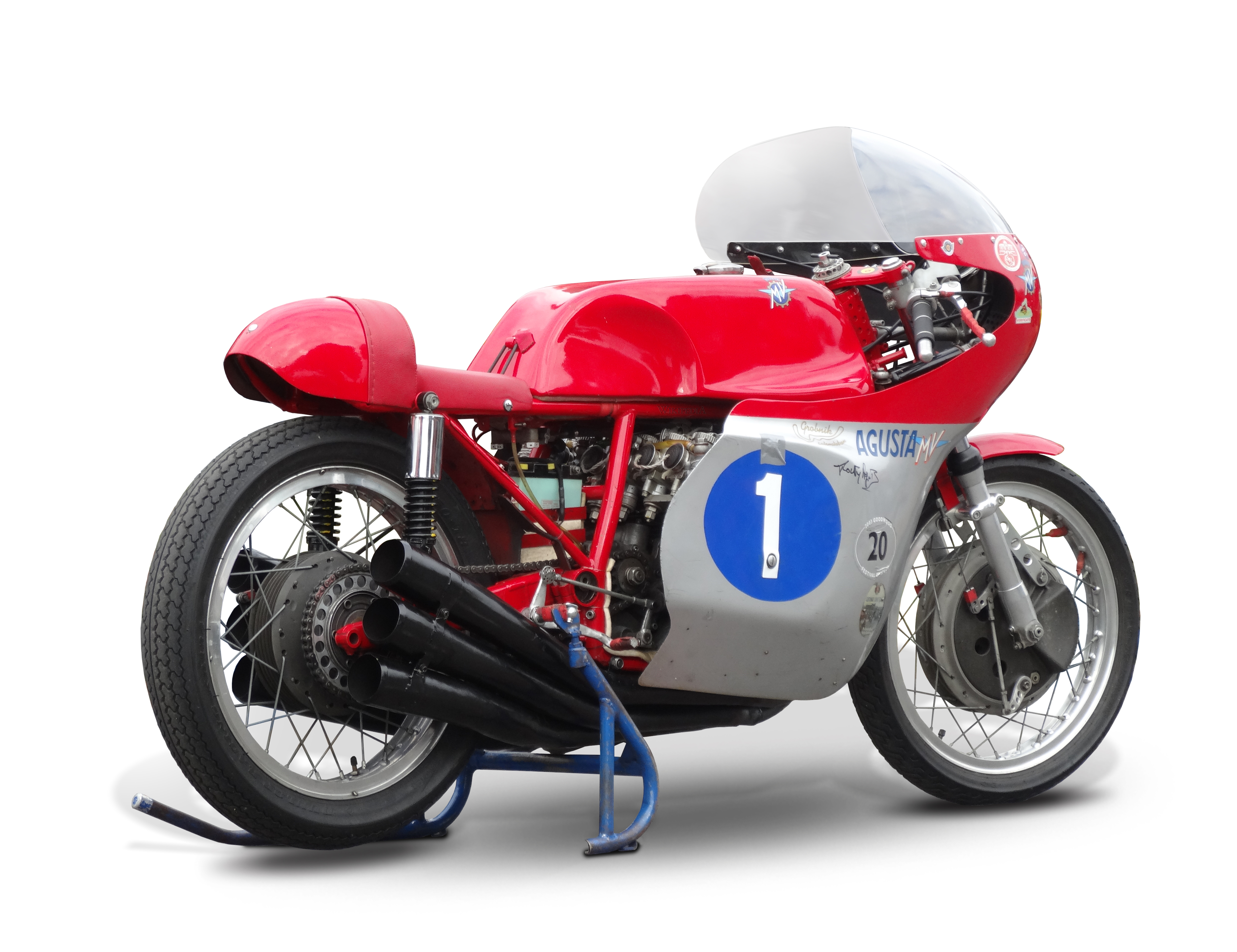
350 „sei“ (1968–1971)
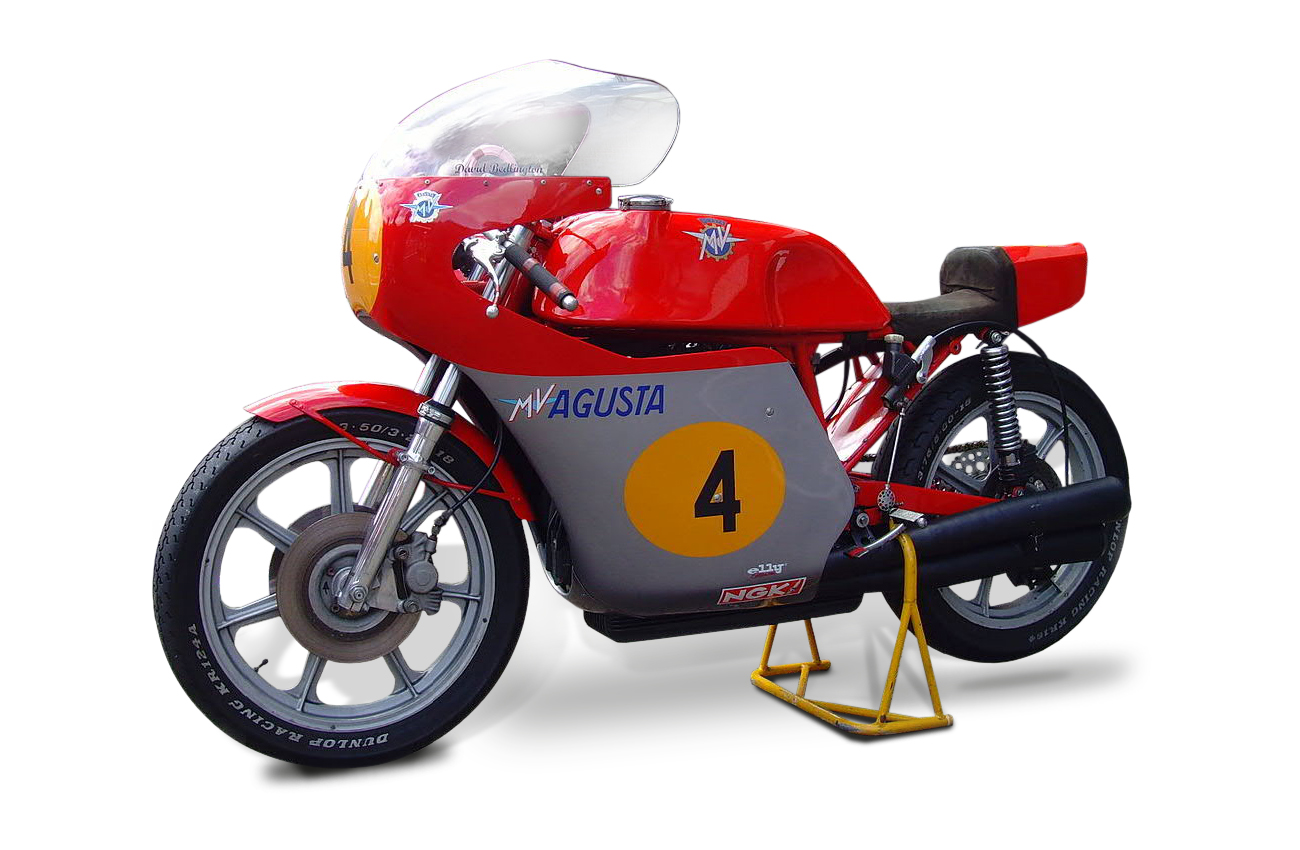
500 „quattro“ (1973–1976)

## Übersicht Fahrer- und Konstrukteurs-Titel

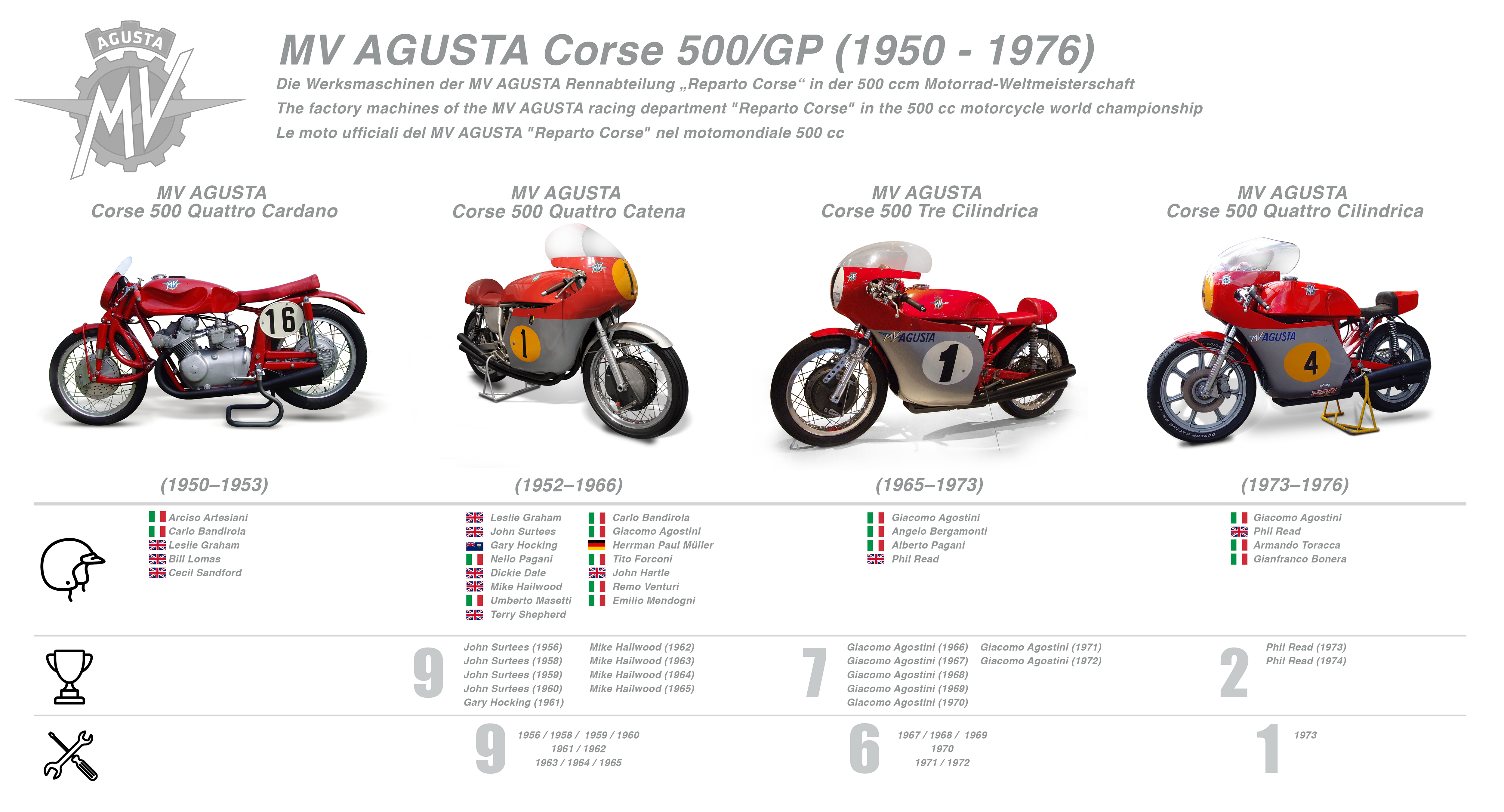
Die Werksmaschinen der MV AGUSTA Rennabteilung „Reparto Corse“ in der 500-Kubikzentimeter-Motorrad-Weltmeisterschaft mit den jeweiligen Fahrern und errungenen Titeln (Fahrer- und Konstrukteurstitel)

Eine Übersicht über die Fahrer- und Konstrukteurstitel, die das Werksteam von MV Agusta bis zu seiner Auflösung 1976 erzielte.

### Motorrad-Weltmeisterschaft
Insgesamt errang das Team 38 Fahrerweltmeisterschaften, 37 Konstrukteurstitel, und 274 GP-Siege.
| Jahr | 125 cm³        | 125 cm³       | 250 cm³           | 250 cm³            | 350 cm³          | 350 cm³                  | 500 cm³          | 500 cm³                      |
| Jahr | Fahrer-Titel   | Konstr.-Titel | Fahrer-Titel      | Konstr.-Titel      | Fahrer-Titel     | Konstr.-Titel            | Fahrer-Titel     | Konstr.-Titel                |
| ---- | -------------- | ------------- | ----------------- | ------------------ | ---------------- | ------------------------ | ---------------- | ---------------------------- |
| 1952 | Cecil Sandford | 125 Bialbero  |                   |                    |                  |                          |                  |                              |
| 1953 |                | 125 Bialbero  |                   |                    |                  |                          |                  |                              |
| 1954 |                |               |                   |                    |                  |                          |                  |                              |
| 1955 | Carlo Ubbiali  | 125 Bialbero  |                   | 250 Monocilindrica |                  |                          |                  |                              |
| 1956 | Carlo Ubbiali  | 125 Bialbero  | Carlo Ubbiali     | 250 Monocilindrica |                  |                          | John Surtees     | Corse 500 Quattro Catena     |
| 1957 |                |               |                   |                    |                  |                          |                  |                              |
| 1958 | Carlo Ubbiali  | 125 Bialbero  | Tarquinio Provini | 250 Monocilindrica | John Surtees     | Corse 350 Quattro        | John Surtees     | Corse 500 Quattro Catena     |
| 1959 | Carlo Ubbiali  | 125 Bialbero  | Carlo Ubbiali     | 250 Bicilindrica   | John Surtees     | Corse 350 Quattro        | John Surtees     | Corse 500 Quattro Catena     |
| 1960 | Carlo Ubbiali  | 125 Bialbero  | Carlo Ubbiali     | 250 Bicilindrica   | John Surtees     | Corse 350 Quattro        | John Surtees     | Corse 500 Quattro Catena     |
| 1961 |                |               |                   |                    | Gary Hocking     | Corse 350 Quattro        | Gary Hocking     | Corse 500 Quattro Catena     |
| 1962 |                |               |                   |                    |                  |                          | Mike Hailwood    | Corse 500 Quattro Catena     |
| 1963 |                |               |                   |                    |                  |                          | Mike Hailwood    | Corse 500 Quattro Catena     |
| 1964 |                |               |                   |                    |                  |                          | Mike Hailwood    | Corse 500 Quattro Catena     |
| 1965 |                |               |                   |                    |                  |                          | Mike Hailwood    | Corse 500 Quattro Catena     |
| 1966 |                |               |                   |                    |                  |                          | Giacomo Agostini |                              |
| 1967 |                |               |                   |                    |                  |                          | Giacomo Agostini | Corse 500 Tre Cilindrica     |
| 1968 |                |               |                   |                    | Giacomo Agostini | Corse 350 Tre Cilindrica | Giacomo Agostini | Corse 500 Tre Cilindrica     |
| 1969 |                |               |                   |                    | Giacomo Agostini | Corse 350 Tre Cilindrica | Giacomo Agostini | Corse 500 Tre Cilindrica     |
| 1970 |                |               |                   |                    | Giacomo Agostini | Corse 350 Tre Cilindrica | Giacomo Agostini | Corse 500 Tre Cilindrica     |
| 1971 |                |               |                   |                    | Giacomo Agostini | Corse 350 Tre Cilindrica | Giacomo Agostini | Corse 500 Tre Cilindrica     |
| 1972 |                |               |                   |                    | Giacomo Agostini | Corse 350 4C (1972)      | Giacomo Agostini | Corse 500 Tre Cilindrica     |
| 1973 |                |               |                   |                    | Giacomo Agostini |                          | Phil Read        | Corse 500 Quattro Cilindrica |
| 1974 |                |               |                   |                    |                  |                          | Phil Read        |                              |
| 1975 |                |               |                   |                    |                  |                          |                  |                              |
| 1976 |                |               |                   |                    |                  |                          |                  |                              |

### Isle of Man TT
Die Isle of Man TT wurde in den verschiedenen Klassen 34 mal gewonnen.
| Jahr | Isle of Man TT Sieger          | Isle of Man TT Sieger          | Isle of Man TT Sieger    | Isle of Man TT Sieger    | Isle of Man TT Sieger | Isle of Man TT Sieger | Isle of Man TT Sieger |                     |
| Jahr | Ultra-Lightweight TT (125 cm³) | Ultra-Lightweight TT (125 cm³) | Lightweight TT (250 cm³) | Lightweight TT (250 cm³) | Junior TT (350 cm³)   | Junior TT (350 cm³)   | Senior TT (500 cm³)   | Senior TT (500 cm³) |
|      | Fahrer                         | Maschine                       | Fahrer                   | Maschine                 | Fahrer                | Maschine              | Fahrer                | Maschine            |
| ---- | ------------------------------ | ------------------------------ | ------------------------ | ------------------------ | --------------------- | --------------------- | --------------------- | ------------------- |
| 1952 | Cecil Sandford                 | 125 Bialbero                   |                          |                          |                       |                       |                       |                     |
| 1953 | Cecil Sandford                 | 125 Bialbero                   |                          |                          |                       |                       |                       |                     |
| 1955 | Carlo Ubbiali                  | 125 Bialbero                   | Bill Lomas               | 203 Bialbero             |                       |                       |                       |                     |
| 1956 | Carlo Ubbiali                  | 125 Bialbero                   | Carlo Ubbiali            | 250 Monocilindrica       |                       |                       | John Surtees          | 500 Quattro Catena  |
| 1958 | Carlo Ubbiali                  | 125 Bialbero                   | Tarquinio Provini        | 250 Monocilindrica       | John Surtees          | 350 Quattro           | John Surtees          | 500 Quattro Catena  |
| 1959 | Tarquinio Provini              | 125 Bialbero                   | Tarquinio Provini        | 250 Bicilindrica         | John Surtees          | 350 Quattro           | John Surtees          | 500 Quattro Catena  |
| 1960 | Carlo Ubbiali                  | 125 Bialbero                   | Carlo Ubbiali            | 250 Bicilindrica         | John Hartle           | 350 Quattro           | John Surtees          | 500 Quattro Catena  |
| 1962 |                                |                                |                          |                          | Mike Hailwood         | 350 Quattro           | Gary Hocking          | 500 Quattro Catena  |
| 1963 |                                |                                |                          |                          |                       |                       | Mike Hailwood         | 500 Quattro Catena  |
| 1964 |                                |                                |                          |                          |                       |                       | Mike Hailwood         | 500 Quattro Catena  |
| 1965 |                                |                                |                          |                          |                       |                       | Mike Hailwood         | 500 Quattro Catena  |
| 1966 |                                |                                |                          |                          | Giacomo Agostini      | 350 Tre Cilindrica    | Giacomo Agostini      | 500 Tre Cilindrica  |
| 1968 |                                |                                |                          |                          | Giacomo Agostini      | 350 Tre Cilindrica    |                       |                     |
| 1969 |                                |                                |                          |                          | Giacomo Agostini      | 350 Tre Cilindrica    | Giacomo Agostini      | 500 Tre Cilindrica  |
| 1970 |                                |                                |                          |                          | Giacomo Agostini      | 350 Tre Cilindrica    | Giacomo Agostini      | 500 Tre Cilindrica  |
| 1971 |                                |                                |                          |                          |                       |                       | Giacomo Agostini      | 500 Tre Cilindrica  |
| 1972 |                                |                                |                          |                          | Giacomo Agostini      | 350 Quattro (1972)    | Giacomo Agostini      | 500 Tre Cilindrica  |

### Italienische Meisterschaft
Zusätzlich zu ihrem Auftritt in der Motorrad-Weltmeisterschaft setzte Reparto Corse seine Motorräder in unterschiedlichen Klassen auch in der italienischen Meisterschaft („Campionato Italiano Velocità“) ein. Die folgende Tabelle zeigt die Gewinner des CIV.
| Jahr | 125 cm³         | 125 cm³            | 175 cm³           | 175 cm³      | 250 cm³           | 250 cm³            | 350 cm³          | 350 cm³            | 500 cm³          | 500 cm³                |
| ---- | --------------- | ------------------ | ----------------- | ------------ | ----------------- | ------------------ | ---------------- | ------------------ | ---------------- | ---------------------- |
| 1950 | Franco Bertoni  | 125 Quattro Marche |                   |              |                   |                    |                  |                    |                  |                        |
| 1954 | Angelo Copeta   | 125 Bialbero       |                   |              |                   |                    |                  |                    |                  |                        |
| 1955 |                 |                    | Umberto Masetti   | 175 Bialbero |                   |                    |                  |                    |                  |                        |
| 1956 | Carlo Ubbiali   | 125 Bialbero       |                   |              | Carlo Ubbiali     | 250 Monocilindrica |                  |                    |                  |                        |
| 1958 |                 |                    |                   |              | Tarquinio Provini | 250 Bicilindrica   |                  |                    | Carlo Bandirola  | 500 Quattro Catena     |
| 1959 | Carlo Ubbiali   | 125 Bialbero       | Tarquinio Provini | 175 Bialbero |                   |                    |                  |                    | Remo Venturi     | 500 Quattro Catena     |
| 1960 | Carlo Ubbiali   | 125 Bialbero       |                   |              | Carlo Ubbiali     | 250 Bicilindrica   |                  |                    | Remo Venturi     | 500 Quattro Catena     |
| 1962 |                 |                    |                   |              |                   |                    |                  |                    | Remo Venturi     | 500 Quattro Catena     |
| 1963 |                 |                    |                   |              |                   |                    |                  |                    | Silvio Grassetti | 500 Quattro Catena     |
| 1964 | Bruno Spaggiari | 125 Bialbero       |                   |              |                   |                    |                  |                    |                  |                        |
| 1965 |                 |                    |                   |              |                   |                    |                  |                    | Giacomo Agostini | 500 Quattro Catena     |
| 1966 |                 |                    |                   |              |                   |                    |                  |                    | Giacomo Agostini | k. A.                  |
| 1968 |                 |                    |                   |              |                   |                    |                  |                    | Giacomo Agostini | 500 Tre Cilindrica     |
| 1969 |                 |                    |                   |              |                   |                    |                  |                    | Giacomo Agostini | 500 Tre Cilindrica     |
| 1970 |                 |                    |                   |              |                   |                    | Giacomo Agostini | 350 Tre Cilindrica | Giacomo Agostini | 500 Tre Cilindrica     |
| 1971 |                 |                    |                   |              |                   |                    | Giacomo Agostini | 350 Tre Cilindrica | Giacomo Agostini | 500 Tre Cilindrica     |
| 1972 |                 |                    |                   |              |                   |                    | Giacomo Agostini | 350 4C (1972)      | Giacomo Agostini | 500 Tre Cilindrica     |
| 1973 |                 |                    |                   |              |                   |                    |                  |                    | Giacomo Agostini | 500 Quattro Cilindrica |
| 1976 |                 |                    |                   |              |                   |                    |                  |                    | Giacomo Agostini | 500 Quattro Cilindrica |

## Übersicht Rennsiege

### Motorrad-Weltmeisterschaft
In der Motorradweltmeisterschaft erzielte das Werksteam von MV Agusta insgesamt mehr als 3000 Podestplätze, davon 274 GP-Siege. Diese Resultate machen MV Agusta zu einem der siegreichsten Hersteller in der Geschichte der Motorrad-WM.
274 GP-Siege:
- 34 Siege in der Klasse 125 ccm: 24 durch Ubbiali, 3 Sandford, 2 Provini, 2 Taveri, 1 Graham, 1 Copeta, 1 Sala.

- 26 Siege in der Klasse 250 ccm: 13 Ubbiali, 6 Provini, 3 Hocking, 2 Taveri, 1 Lomas, 1 Hartle.

- 75 Siege in der Klasse 350 ccm: 48 Agostini, 15 Surtees, 6 Hocking, 4 Hailwood, 1 Bergamonti, 1 Hartle.

- 139 Siege in der Klasse 500 ccm: 61 Agostini, 29 Hailwood, 22 Surtees, 10 Read, 8 Hocking, 2 Graham, 2 Pagani, 1 Bonera, 1 Bergamonti, 1 Masetti, 1 Venturi, 1 Dale.

### Supersport-Weltmeisterschaft
|    | Saison | Strecke              | Fahrer            |
| -- | ------ | -------------------- | ----------------- |
| 1  | 2014   | Phillip Island       | Jules Cluzel      |
| 2  | 2014   | Portimao             | Jules Cluzel      |
| 3  | 2014   | Misano               | Jules Cluzel      |
| 4  | 2015   | Phillip Island       | Jules Cluzel      |
| 5  | 2015   | Misano               | Jules Cluzel      |
| 6  | 2015   | Magny-Cours          | Jules Cluzel      |
| 7  | 2016   | Buriram              | Jules Cluzel      |
| 8  | 2016   | Magny-Cours          | Jules Cluzel      |
| 9  | 2017   | Phillip Island       | Roberto Rolfo     |
| 10 | 2022   | Mandalika (Rennen 1) | Niki Tuuli        |
| 11 | 2023   | Barcelona (Rennen 2) | Bahattin Sofuoğlu |

## Sonstiges

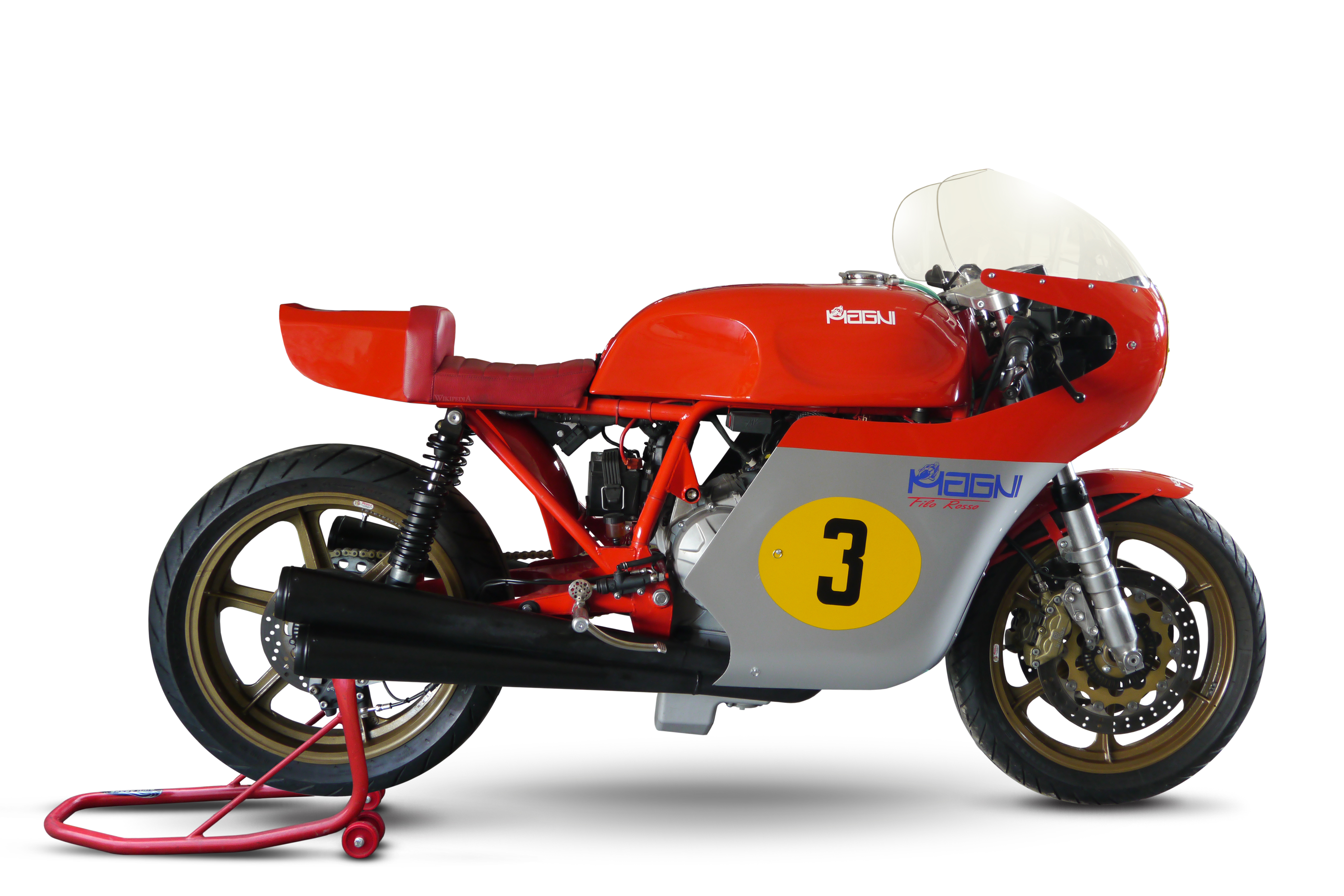
Eine Magni MV Agusta „Filo Rosso“

Arturo Magni (* 24. September 1925 in Usmate Velate; † 2. Dezember 2015 in Samarate) war ab 1950 als Cheftechniker und Rennleiter maßgeblich an den Erfolgen des Reparto Corse beteiligt. Als sich MV Agusta im Jahr 1977 aus der Motorrad-Weltmeisterschaft, zurückzog, gründete er noch im gleichen Jahr zusammen mit seinen Söhnen die Werkstatt „Elaborazioni Magni“. Das Unternehmen stellte anfangs Spezialteile für Standard-MV-Agustas her. Der anspruchsvollste und von den Kunden am häufigsten gewünschte Umbau bestand darin, den schweren Kardanantrieb der MV Agusta 750 S durch einen sportlicheren Kettenantrieb zu ersetzen. Später konstruierte und baute er erste Rahmen aus Chrom-Molybdän-Stahl für dieses Modell.
Das Fahrwerk zeigte hervorragende dynamische Eigenschaften und veranlasste Magni ab 1980, sein erstes eigenes Motorrad, die MH1 (mit Honda-Motor) aufzulegen. Neben anderen Marken (Honda, BMW, Suzuki und zahlreichen Moto-Guzzi-Varianten) sind auch immer wieder eigenständige Modelle auf MV-Basis entstanden.
Das Modell Filo Rosso („roter Faden“) wurde erstmals 2014 auf der Mailänder EICMA-Messe gezeigt und hatte ein Jahr später seine Markteinführung. Die vollverkleidete Maschine verwendete den 800-cm³-Dreizylindermotor der MV Brutale in einem klassischen Magni-Doppelschleifenrahmen und wurde so gestaltet, dass sie den klassischen MV-GP-Dreizylindermaschinen ähnelte, die von Giacomo Agostini verwendet wurden.